# Nicolas Malebranche
Pour les articles homonymes, voir Malebranche (homonymie).
Nicolas Malebranche, né à Paris le 6 août 1638 où il est mort le 13 octobre 1715 (mêmes années de naissance et de mort que le roi français Louis XIV), est un théologien, prêtre oratorien et philosophe français. Dans son œuvre, il est amené à synthétiser la pensée de saint Augustin et celle de René Descartes. Il y développe également une pensée originale, d'une grande unité conceptuelle, qui a pour ambition d'intégrer les nouvelles sciences de l'époque tout en se voulant conforme aux dogmes du christianisme. Par son esprit à la fois innovant et synthétique, il tente d'édifier un système explicatif qui prétend résoudre toutes les questions et tous les problèmes en s'appuyant sur l'idée d'action divine.
Malebranche est principalement connu pour ses thèses de l'âme irrémédiablement déchue de l'homme, de la vision des idées en Dieu et de l'occasionnalisme, qui lui permettent ensemble de démontrer le rôle pleinement actif de Dieu dans chaque aspect du monde ainsi que l'entière dépendance de l'âme humaine vis-à-vis de lui. Pour Malebranche, il n'y a rien qui, pensé comme il faut, ne nous ramène à Dieu. Sa philosophie est ainsi essentiellement religieuse, mais avec un caractère rationaliste marqué, car la vie selon la raison fait pour lui partie intégrante de la vie selon la religion.

Les conséquences théologiques et morales qu'impliquent ses écrits conduisent à ce que sa doctrine soit souvent jugée sévèrement par les clercs et laïques de son temps, jansénistes ou jésuites, dont certains l'attaquent avec une grande violence, et réussissent à mettre à l'Index une partie de ses publications. La qualité de son style littéraire est néanmoins reconnue de tous, se distinguant par la pureté, l'élégance et la clarté de la langue, ainsi que par l'abondance et l'habileté de ses figures de style. 

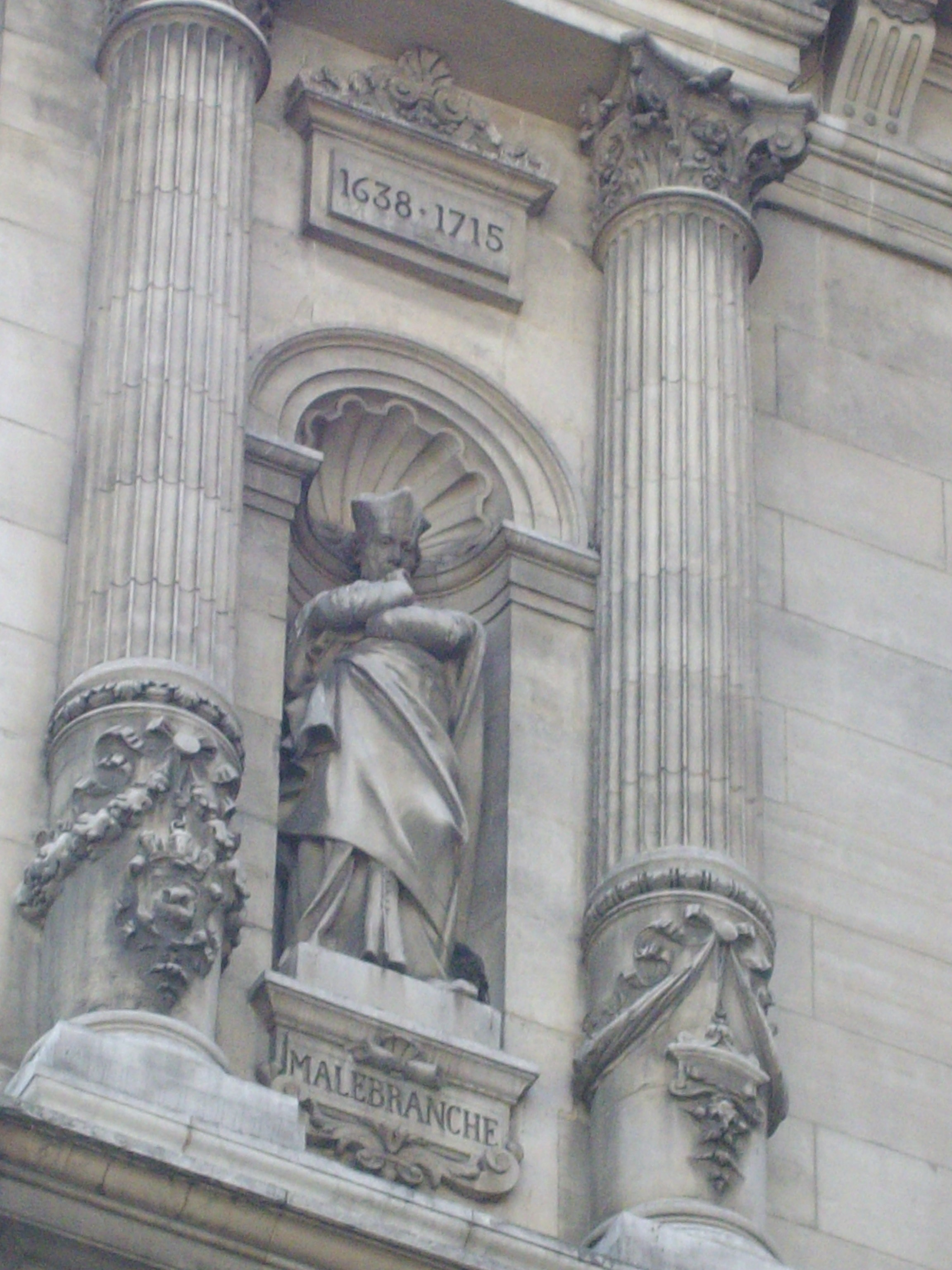
Statue représentant Nicolas Malebranche sur une façade de l'Hôtel de ville de Paris, rue Lobau.

## Biographie
Nicolas Malebranche est né à Paris durant l'été 1638. D'un père trésorier de Richelieu, également conseiller du roi, il est le dernier de dix ou treize enfants (le nombre varie selon les sources) et porte le même prénom que son père. Sa mère est Catherine de Lauzon, dont un frère fut vice-roi du Canada et conseiller d'État. À cause d’une malformation de la colonne vertébrale, il suit des cours chez lui jusqu'à l'âge de seize ans et fait ensuite des études au Collège de la Marche où il obtient en 1656 le grade de maître ès arts à l'université de Paris. Il étudie alors pendant trois années la théologie à la Sorbonne, dont il n'apprécie toutefois guère les méthodes de dispute.
Nommé secrétaire du roi en 1658, Malebranche entre à la Congrégation de l'Oratoire en 1660, peu de temps après la mort de sa mère, puis de son père, à quelques semaines d'intervalle. Il y est ordonné prêtre en septembre 1664, l'année même où il dit avoir lu avec un grand enthousiasme le Traité de l'homme de Descartes, qui venait de paraître plus de trente ans après sa rédaction. En 1699, il devient à titre de physicien et de mathématicien membre honoraire (c'est-à-dire non pensionné) de l’Académie royale des sciences, qui est alors l'un des plus grands lieux d'élaboration du savoir, en concurrence directe avec la Royal Society de Londres.
À partir des années 1660, Malebranche passe l'essentiel de son temps dans sa cellule de l'Oratoire à Paris, rue Saint-Honoré, où il demeure près de cinquante ans sans exercer de ministère régulier. Il se déplace peu et n'effectue que deux voyages, l'un en Normandie en 1685 pour une mission auprès des « nouveaux convertis », et l'autre en Périgord en 1688. Mais ses écrits sont largement diffusés à travers l'Europe et voyagent de son vivant jusqu'en Chine, où des missionnaires jésuites les reproduisent. Malebranche prend de son côté connaissance de la philosophie chinoise telle qu'elle lui est présentée par un ami missionnaire revenu de Chine.
De santé fragile, Malebranche souffre de fatigue permanente et est opéré à plusieurs reprises pour des calculs biliaires. Décrit comme solitaire, étrange, méditatif et pieux, il compose ses œuvres dans le silence, se retirant parfois dans l'une des maisons de campagne de la congrégation pour travailler plus au calme. Pour l'essentiel, sa vie se confond avec son activité de philosophe, de savant et d'écrivain, ponctuée néanmoins de nombreuses querelles passionnées avec ceux qui critiquent ses thèses.
Des anecdotes que rien n'atteste sont popularisées par de nombreux biographes pour ridiculiser les thèses ou le personnage de Malebranche. Ainsi, en partisan de la thèse des animaux-machines, Malebranche aurait repoussé d'un grand coup de pied la chienne enceinte de l'Oratoire au prétexte que « cela [un animal] ne sent point », et son unique tentative en matière de poésie aurait abouti à ce simple distique : « Il fait en ce beau jour le plus beau temps du monde pour aller à cheval sur la terre et sur l'onde ». Selon une autre anecdote, Malebranche serait mort des suites de la colère qui le prit lors d'une discussion avec George Berkeley, de passage à Paris, tandis qu'il disait jusque là son aversion pour la « dispute ».
Un mausolée lui est érigé en 1733 au Mesnil-Simon en Eure-et-Loir, devant l'église Saint-Nicolas  Classé MH (1963).

## Doctrine

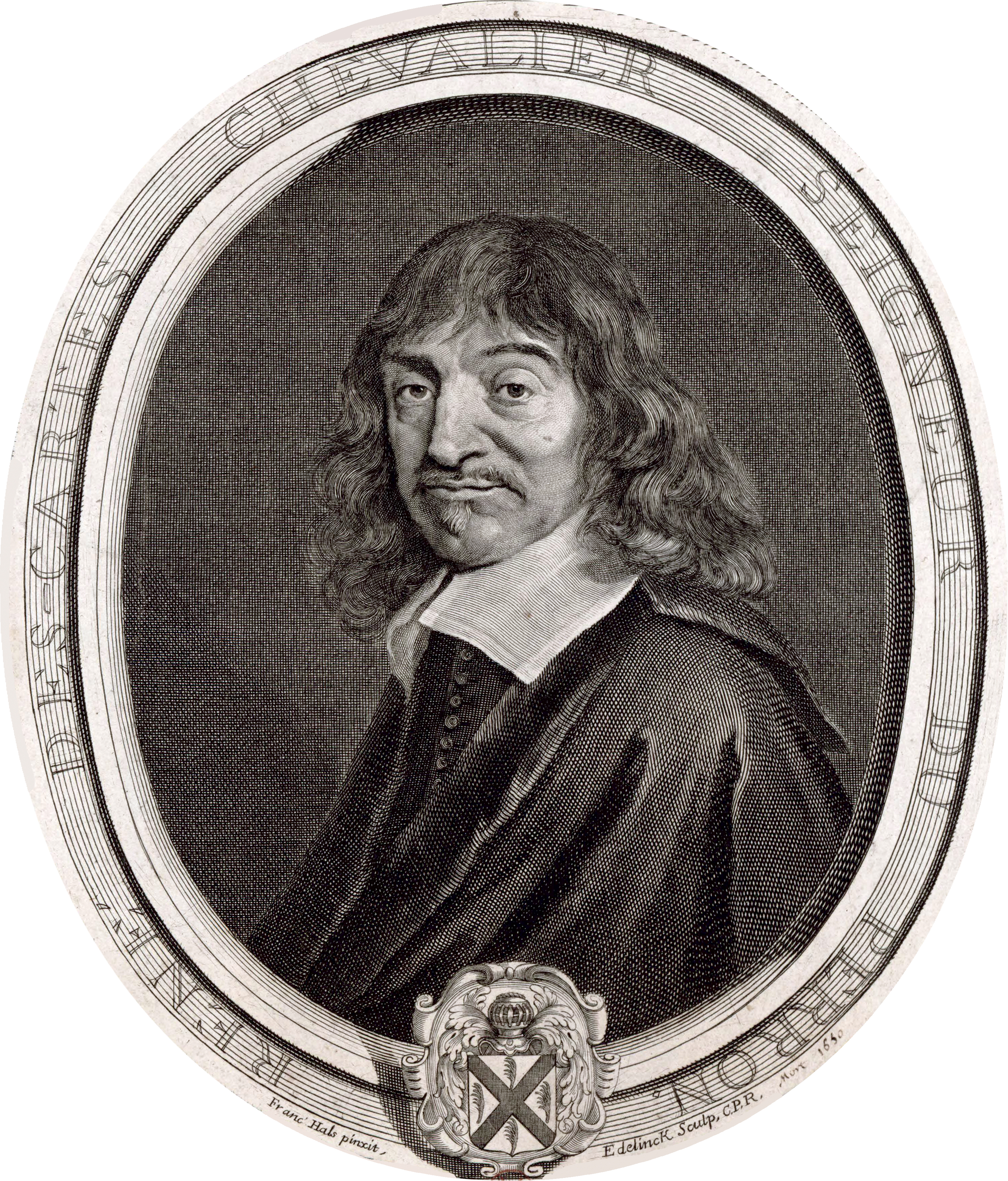
René Descartes ouvre au XVIIe siècle la perspective d'une nouvelle science et d'une nouvelle philosophie fondées sur la rationalité.

### Métaphysique
La métaphysique occupe une place centrale dans la pensée de Malebranche. Elle y tient lieu de fondement à la fois de la science, de la religion et de la morale. Indissociable de la théologie, la métaphysique de Malebranche est théocentrique, affirmant le rôle de Dieu en tant qu'unique principe. Dieu y est interprété comme un agent rationnel ; il n'a donc pas choisi le meilleur de tous les mondes possibles (comme le soutient Leibniz), mais seulement le meilleur monde possible réalisable par les voies les plus simples, les seules qui soient dignes de la perfection de son être.

#### Les idées comme archétypes
Très influencé par la conception cartésienne de la connaissance, Malebranche considère l'« idée claire et distincte » comme le type de la connaissance parfaite. Mais alors que Descartes, puis Spinoza et les cartésiens, affirment que tout autre genre de connaissance relève d'une « idée obscure et confuse », Malebranche innove grandement sur ce point. Pour lui, tout ce qui n'est pas connu par idée claire et distincte n'est pas connu du tout par idée, et la notion d'idée obscure et confuse comme type imparfait ou défaillant de connaissance n'a pas de place dans son système.
Chez Descartes, les idées étaient les « images » des choses qui contenaient « objectivement », dans le contenu même de leurs représentations, ce que les choses contenaient « formellement », l'existence objective étant d'un degré inférieur à celui de l'existence formelle. Or cette distinction entre existence objective et existence formelle paraît obscure et même contradictoire à Malebranche. La seule signification qu'il accepte de donner au mot « idée » pour sortir des apories de la théorie cartésienne, c'est le sens platonicien d'archétype et de modèle. L'idée est un archétype intelligible qui n'a rien à voir avec une modalité de l'esprit, et qui se distingue ainsi nettement de la perception et des autres sensations. Parce que les sensations sont des modifications de notre âme, elles n'ont aucune valeur représentative ; elles ne nous renseignent pas sur ce qui nous est extérieur et ne nous permettent donc pas de connaître. Les idées, en revanche, nous permettent de connaître parce que, précisément, elles ne sont pas des modalités de notre esprit, lequel les aperçoit en dehors de lui. L'extériorité des idées, mais aussi leur universalité, leur infinité, leur structure résistante, tout indique qu'elles ne sont pas des modes de l'âme, qu'elles s'imposent à l'esprit, qu'elles sont aperçues hors de nous et qu'elles doivent être considérées comme des archétypes.
Malebranche est conduit dans sa réflexion sur les idées à distinguer trois modes de connaissance radicalement différents:
1. la connaissance de l'être par lui-même, celle que nous avons de Dieu, car Dieu n'a évidemment pas d'archétype et l'infini ne peut se voir qu'en lui-même
2. la connaissance par « conscience » ou « sentiment intérieur », celle qui convient exclusivement aux « choses qui ne sont pas distinguées de soi », autrement dit, la connaissance que nous avons de notre propre âme
3. la connaissance que nous avons des choses par leurs « archétypes » ou leurs « modèles », la seule que nous puissions avoir des choses différentes de nous et inconnaissables par elles-mêmes, autrement dit, la connaissance des corps et de leur étendue.

C'est ce troisième type de connaissance qui implique, selon Malebranche, la vision en Dieu. L'idée étant un archétype divin, elle est intelligible en soi, mais elle n'est pas en tant que telle représentative d'une réalité extérieure. Elle le devient seulement s'il arrive que Dieu, par sa volonté, crée des êtres d'après ce modèle ; mais cette volonté même ne peut nous être connue que par révélation.

#### La vision en Dieu

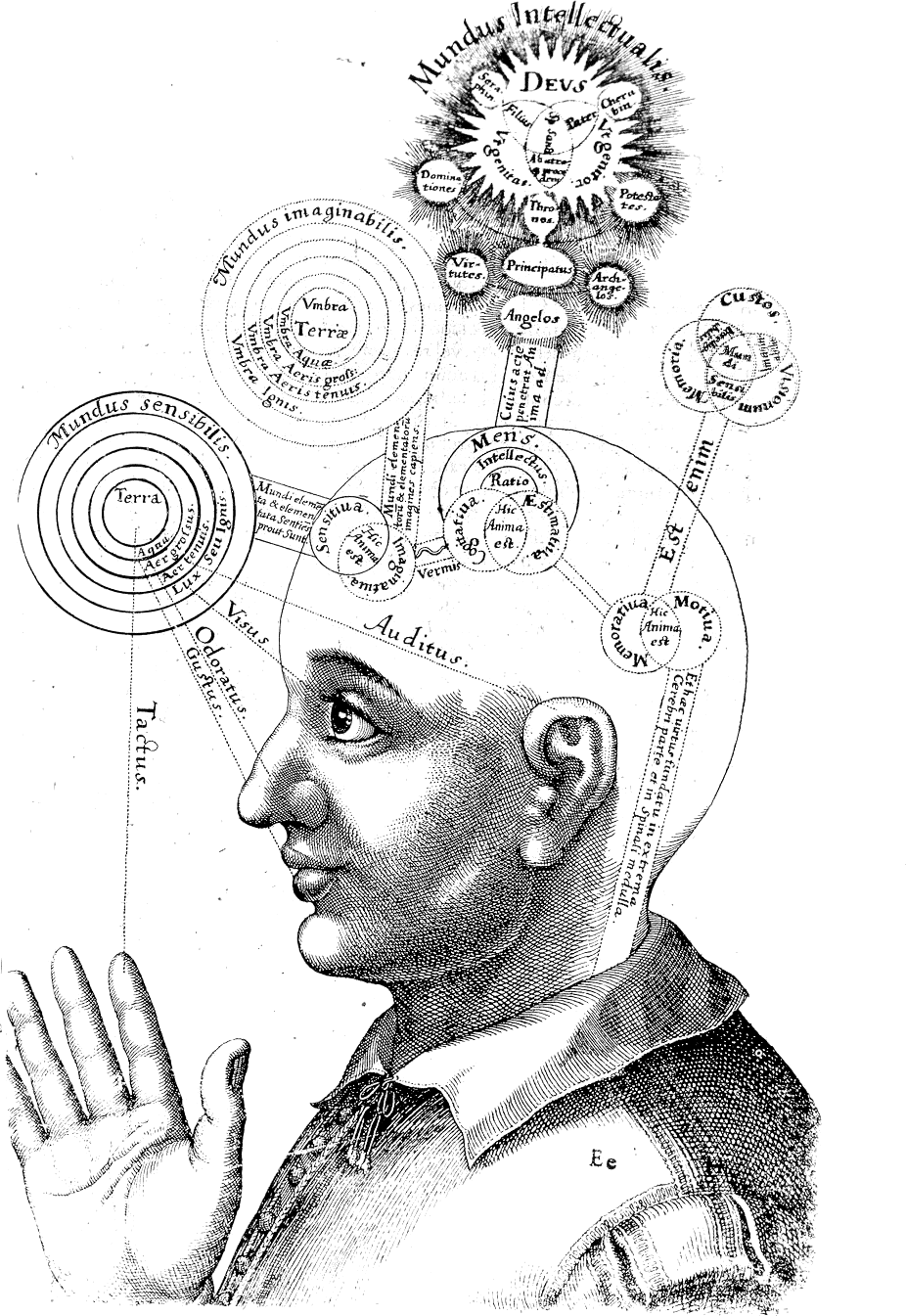
La notion d'archétype « visible en Dieu » permet à Malebranche d'expliquer la provenance des idées en l'homme.

La notion de vision en Dieu, découverte par Malebranche dans l'œuvre de saint Augustin, découle chez lui de son refus de la notion de modalité représentative, issue de la philosophie de Descartes, qu'il estime contradictoire. L'esprit ne peut apercevoir en lui-même ce qui ne s'y trouve pas, or les objets extérieurs, et l'étendue qui les contient, ne s'y trouvent pas. Mais puisque nous parvenons à en former les idées, l'esprit doit bien les apercevoir quelque part. Après élimination des possibilités offertes par le cartésianisme (idées créées et idées innées essentiellement), il reste alors une unique possibilité : c'est qu'elles soient vues en Dieu, qui a en lui les archétypes de tous les êtres qu'il a créés, si bien que ce ne sont pas les idées que l'on doit juger par rapport aux choses, comme avec les représentations, mais au contraire les choses d'après leurs idées.
Malebranche redonne ainsi au mot « idée » son sens platonicien. Les idées ne sont plus chez lui des états psychologiques ; ce sont les archétypes des choses, et l'on peut affirmer qu'elles sont toujours connues avant ces choses, tant par Dieu, qui crée le monde sur leur modèle, que par nous, qui n'avons de contact direct qu'avec elles. Mais tandis que Platon était d'abord soucieux d'amener le sage à s'élever vers les « Idées », Malebranche cherche avant tout à découvrir les conditions de la connaissance scientifique du monde physique. C'est cette recherche de fondation de la science, annonçant l'entreprise de Kant, qui explique que sa théorie limite essentiellement la vision en Dieu à « l'étendue intelligible », archétype idéal de tous les corps. Ainsi, dans la perspective de Malebranche, et contrairement cette fois à l'esprit de l'augustinisme, il ne s'agit plus d'invoquer notre union à Dieu en l'opposant à notre union aux corps, mais de porter une attention particulière à l'étendue, à la fois fondement de la géométrie et de la physique (en tant qu'essence des corps) et moyen sûr de nous unir au Verbe divin (en tant qu'idée pensée par Dieu).
La théorie de la vision en Dieu ne relève pas pour autant uniquement d'un projet de fondation de la connaissance. À l'origine, en effet, c'est pour réserver à Dieu seul toute gloire que Malebranche refuse à l'âme humaine un quelconque pouvoir intellectuel. Réduit à n'être plus qu'une substance passive, notre esprit se borne à apercevoir en Dieu cette infinité d'idées qu'il ne crée pas lui-même, et qu'il ne contient même pas (l'innéisme cartésien est ainsi critiqué par Malebranche). Ramenée à son état de simple créature, l'âme est vue comme inférieure aux idées elles-mêmes, qui seules l'informent et l'éclairent, puisqu'elle « n'est pas sa propre lumière ». C'est également pour ce motif de glorification de Dieu que Malebranche finit par nier qu'il y ait en lui des idées particulières représentant, par exemple, des corps individuels, et par affirmer que Dieu possède l'étendue seule, idée infinie et indéterminée à partir de laquelle tout corps peut être perçu ou pensé.

#### Les causes occasionnelles
À la suite de Louis de La Forge et Géraud de Cordemoy, Malebranche défend et développe une doctrine appelée plus tard « occasionnalisme », selon laquelle les causes naturelles ne sont pas de véritables causes, mais seulement des « causes occasionnelles » que détermine Dieu, seule vraie cause, à agir. Aucune chose créée n'est véritablement cause d'une action ou d'un mouvement. Un corps ne peut en mouvoir un autre, et c'est Dieu seul qui place successivement les corps en tous les points qu'ils occupent. Les esprits n'ont pas plus d'« efficace » (de pouvoir) que les corps, Dieu causant tous les « mouvements de l'âme ». Qu'il s'agisse donc de la connexion entre deux événements physiques, de celle entre deux pensées, ou celle d'une pensée et d'un événement physique, il ne peut y avoir dans le créé la source d'une causalité réelle. Celle-ci se trouve en Dieu seul. Mais, reconnaît Malebranche, nous faisons tous intimement l'expérience d'une relation systématique entre l'âme et le corps. La théorie des causes occasionnelles vient justement expliquer cette expérience : les mouvements du corps sont comme les occasions pour Dieu de produire les pensées corrélatives dans l'âme ou l'esprit, et les pensées comme les occasions pour lui de produire les mouvements corrélatifs dans le corps. Dieu agit sur chacune des deux substances à l'occasion de ce qui se passe dans l'autre. C'est par exemple Dieu qui lève mon bras lorsque j'ai la volonté de le mouvoir, c'est lui également qui affecte mon âme de douleur lorsqu'une blessure déchire ma chair. Ce n'est donc que de façon illusoire que l'on prend nos désirs ou nos volontés pour les causes réelles de nos actions, ou les événements physiques pour les causes réelles de ce que nous subissons
.

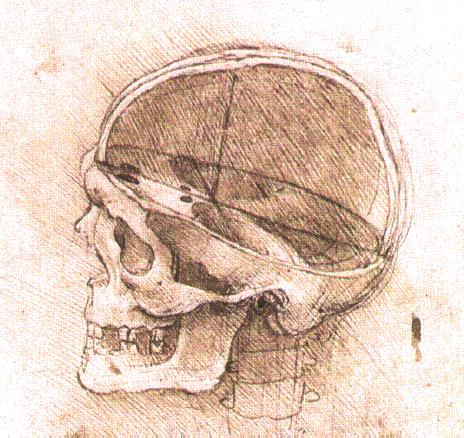
Selon Malebranche, l'âme et le cerveau ne peuvent en aucune façon interagir ensemble, ni agir sur quoi que ce soit d'autre. Seul Dieu est « cause efficace ».

La chronologie de l'œuvre de Malebranche montre qu'à l'origine, la théorie des causes occasionnelles ne provient pas d'une réflexion sur la nature du lien causal, mais du désir de glorifier Dieu, en proclamant sa toute-puissance. Il s'agit d'abord de donner de Dieu l'idée la plus haute et d'abattre l'orgueil humain, de ruiner aussi le paganisme latent des scolastiques qui reconnaissaient à la nature une certaine force ou puissance. Allant plus loin que ses devanciers occasionnalistes (La Forge, Cordemoy, Geulincx), Malebranche refuse à l'âme humaine non seulement tout pouvoir sur le corps, mais également tout pouvoir sur elle-même, répondant ainsi à la fois à l'exigence rationnelle d'intelligibilité (tout s'explique par une cause unique) et à l'impératif religieux de reconnaissance de notre impuissance face à Dieu. Cependant, il infléchit plus tard cette position en proposant une version parfaitement déterministe et légaliste de l'occasionnalisme : Dieu procède par décrets immuables et lois universelles qui se manifestent dans la causalité apparente de la nature. L'idée de toute-puissance divine laisse place alors à celle de sagesse. Un Dieu tout-puissant pourrait agir par une succession de volontés particulières et arbitraires sans avoir à limiter son action aux « occasions » qui se présentent à lui. Mais ce serait contraire à ce que nous enseigne aussi bien la théologie à propos des caractères que doit avoir la conduite divine, que la physique, laquelle nous apprend que la nature est soumise à des lois fixes, dont la connaissance rend possible notre action sur les choses. Il est ainsi nécessaire dans le système occasionnaliste de Malebranche que les volontés de Dieu ne soient pas particulières mais générales, et qu'elles se confondent avec les lois du monde créé.

#### L'ordre divin
Le Dieu de Malebranche est un Dieu sage et raisonnable avant d'être un Dieu puissant et libre. Il respecte toujours son essence et les lois de l'ordre qui la forment. Sa perfection réside avant tout dans sa fonction de législateur, identifiée à la sagesse ou à la raison, plutôt que dans son pouvoir absolu. Aussi Malebranche dénonce-t-il ceux qui croient que Dieu se conduit « par caprice et selon son bon plaisir », qui ne comprennent pas que les lois seules peuvent exprimer la sagesse divine, étant les seuls principes d'action à la fois simples, généraux et féconds. C'est dans son Traité de la nature et de la grâce, publié pour la première fois en 1680, qu'il propose d'expliquer l'ensemble du monde par un système comprenant cinq lois principales. Il s'agit d'abord des trois lois de la nature : la loi de communication du mouvement, la loi de l'union de l'âme et du corps et enfin la loi de l'union de l'âme à Dieu. Ces trois lois rendent compte de tous les événements physiques, psychologiques et spirituels du monde créé. Mais l'originalité la plus grande de Malebranche est d'étendre cette représentation déterministe du monde à la grâce, par l'addition de deux grandes lois supplémentaires concernant l'action des anges et du Christ, permettant ainsi d'expliquer rationnellement les événements surnaturels décrits dans la Bible,
L'ensemble de ces lois, « les plus générales de la nature et de la grâce que Dieu suit dans le cours ordinaire de sa providence », peut être présenté de façon schématique par le tableau suivant :
| Domaine de la réalité            | Loi de l'occasionnalisme                        | Causes occasionnelles              | Manifestation                                 |
| -------------------------------- | ----------------------------------------------- | ---------------------------------- | --------------------------------------------- |
| Corps                            | Communication des mouvements                    | Chocs des corps                    | Expérience proprement physique                |
| Homme                            | Union de l'âme et du corps                      | Modifications de l'âme et du corps | Expérience psycho-physique                    |
| Connaissance                     | Union de l'esprit avec la raison universelle    | Attention                          | Vie intellectuelle (expérience de l'idéation) |
| Événements de l'Ancien Testament | Pouvoir des anges bons et mauvais sur les corps | Désirs des anges                   | Texte de l'Ancien Testament                   |
| Distribution des grâces          | Pouvoir du Christ sur les corps et les esprits  | Désirs du Christ                   | Texte du Nouveau Testament                    |

Chez Malebranche, Dieu préfère nécessairement la forme de son action à la perfection de son ouvrage, car c'est elle qui le glorifie par sa simplicité. L'ordre lui prescrit de s'aimer plus que toute chose, car il est ce qu'il y a de plus parfait ; il lui faut donc privilégier la qualité de sa conduite par rapport au résultat qu'elle obtient. Aussi Dieu n'a-t-il pas choisi de créer le monde le plus parfait, mais celui qui réalise la combinaison optimale entre la perfection de l'ouvrage et les « voies de son action ». Or la perfection de l'ouvrage et celle des voies varient de manière inverse. En effet, pour réaliser un ouvrage absolument parfait, Dieu aurait dû multiplier à l'infini ses volontés créatrices. Il a par conséquent préféré un monde moins parfait mais produit par une conduite plus parfaite, à un monde plus parfait mais dont les lois auraient été plus compliquées. Les malheurs et les désordres apparents du monde s'expliquent ainsi par la simplicité des voies qu'il a choisies et que, selon l'ordre, il ne pouvait pas ne pas choisir. C'est ce qui explique également l'indifférence de Dieu concernant le sort particulier des individus. Le Dieu de Malebranche est en effet un être formel qui ne répond pas aux prières des hommes.

### Science et méthode
L'œuvre de Malebranche se situe dans l'horizon ouvert par la révolution scientifique du XVIIe siècle, commencée avec Galilée et Descartes . Les exigences méthodologiques de Descartes sont reprises et poursuivies par Malebranche, qui retire de la nature tout ce qui n'est pas susceptible d'être compris par « idée claire et distincte », selon la raison.

#### L'erreur des savants

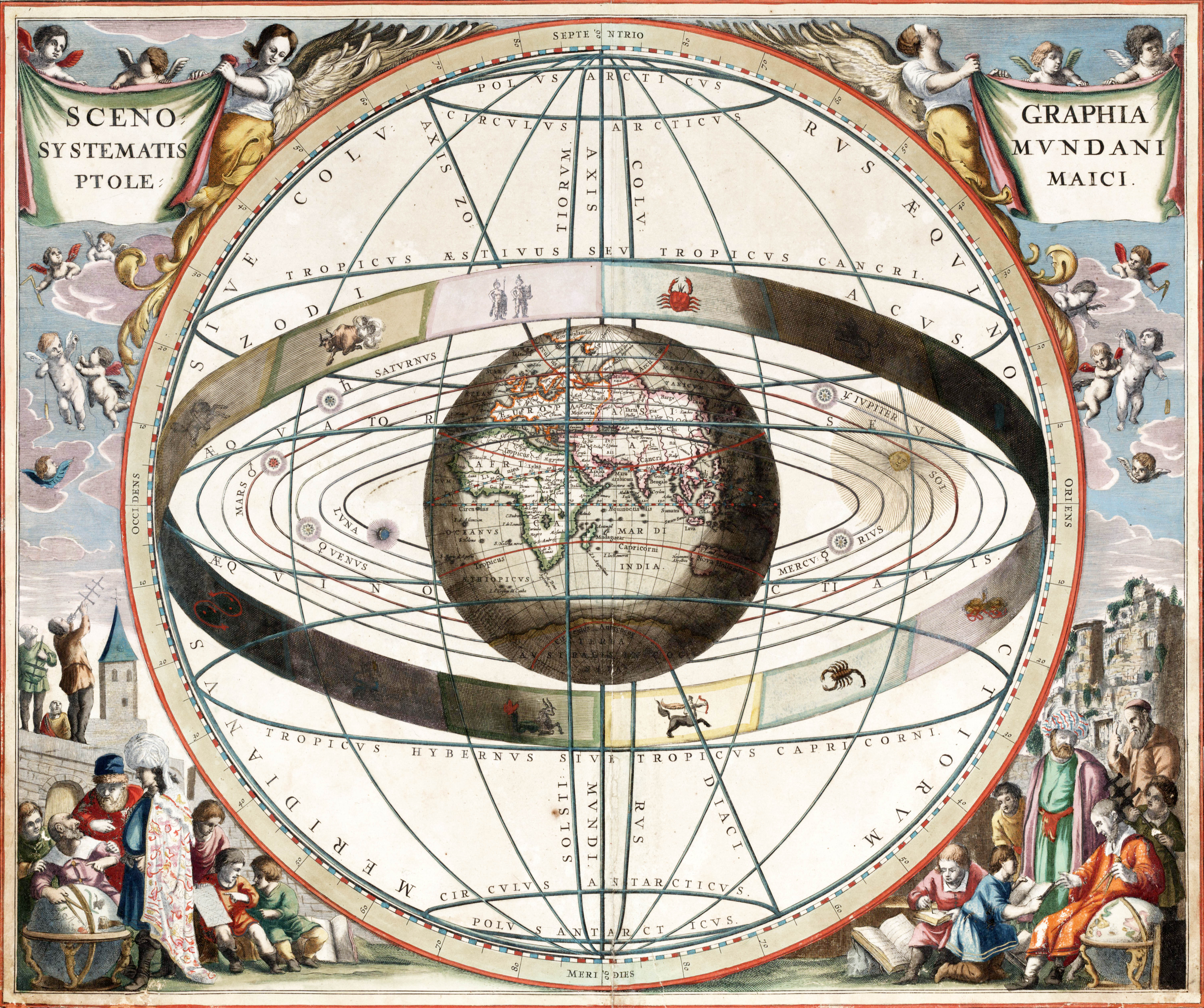
Encore dominante à l'université de Paris du temps où Malebranche y fit ses études, la science aristolécienne conduisait à accepter le modèle géocentrique de l'univers.

Dès la Recherche de la vérité, Malebranche s'en prend aux « savants », autrement dit, aux intellectuels. Il reprend entièrement l'argument de Francis Bacon selon lequel celui qui court vite sur la mauvaise route arrive moins rapidement au but que celui qui boite sur le bon chemin. Comme le philosophe anglais, il estime que les « hommes d'étude » sont particulièrement aptes à se tromper et, dans certains cas, à nous tromper, parce que chez eux comme chez les autres, l'intérêt est le moteur de leurs actions, tandis qu'ils croient être animés par leur désir de vérité. Partant de là, Malebranche assimile l'étude des erreurs à celle des défauts ou travers les plus marquants des intellectuels. Trois principales catégories de faux savants sont alors dégagées :
1. les érudits, qui s'adonnent à la lecture exagérée d'auteurs pris pour des maîtres, ne pensant qu'à travers eux et les commentant comme s'ils exprimaient d'autorité le vrai
2. les « inventeurs de nouveaux systèmes », qui substituent leur propre fantaisie aux hypothèses des auteurs, par dégoût de ceux-ci ou par orgueil
3. les sceptiques, qui abandonnent tout espoir de connaissance, ayant perçu l'inanité tant des anciens systèmes que des nouveaux.

A force de mal lire, de mal imaginer ou de refuser l'évidence rationnelle, dans les trois types de cas, l'esprit des hommes d'étude est abîmé par les traces endurcies et profondes qui ont été produites par leur persévérance dans l'erreur. Aussi, pour se rendre « capable de la perfection de l'esprit, laquelle consiste dans la connaissance de la vérité », il faut, selon Malebranche, « éviter avec soin tout ce qui est capable de faire dans le cerveau des traces profondes », ce qui revient à « veiller sans cesse à la pureté de son imagination », à la préserver de la « contagion » de l'opinion et des fausses certitudes.
Malebranche cible dans sa critique des savants trois grands auteurs : Tertullien, Sénèque et Montaigne. Chez eux, la beauté d'esprit vise à plaire et à exciter l'imagination, au détriment de l'intellection. Elle agit sur l'âme sans éveiller de significations, comme le ferait un « langage naturel » (langage du corps). Sénèque, en particulier, représente pour Malebranche la figure du sage stoïcien qui se considère indépendant de Dieu, se place au-dessus de tous les malheurs qui peuvent accabler les hommes et qui croit que la philosophie seule peut les sauver. Montaigne, quant à lui, est violemment condamné pour son « air cavalier », la vanité de son discours sur soi, et son scepticisme, qui constitue pour Malebranche le dernier degré de l'emprise de l'imagination sur l'esprit.

#### La science véritable

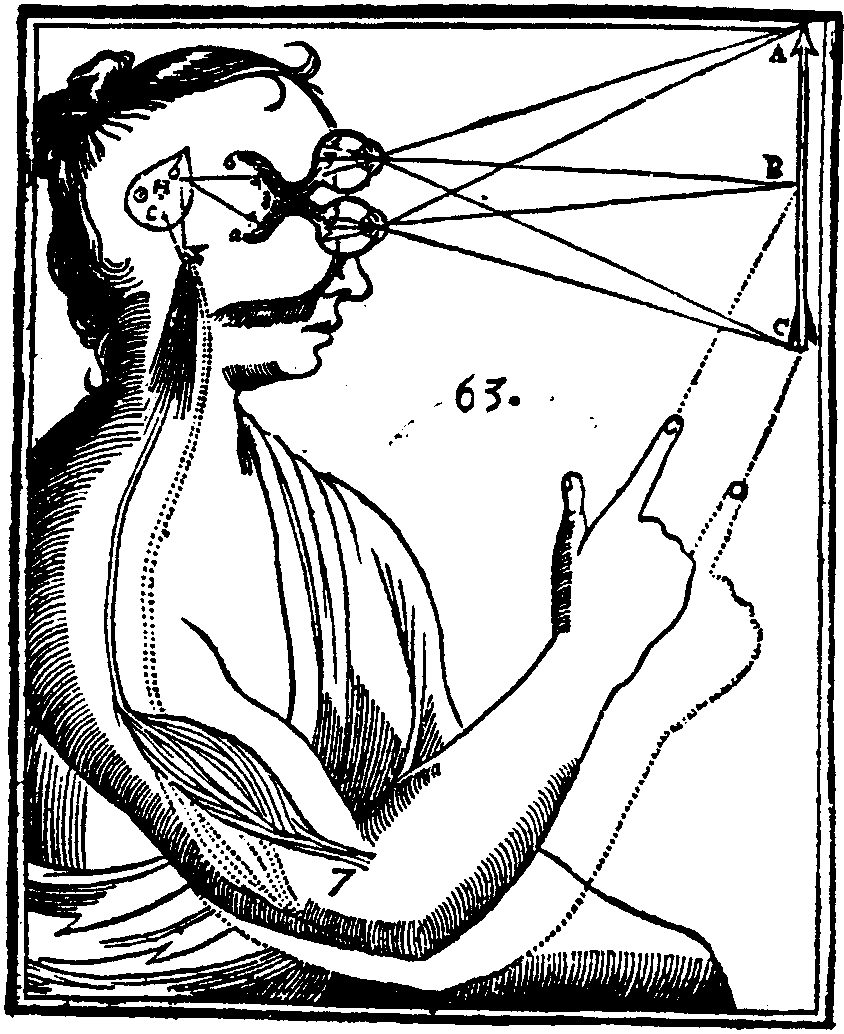
Mécanisme de la vision d'après un dessin de René Descartes. Pour Malebranche, la perception n'a par elle-même aucun pouvoir de représentation : elle n'est qu'une sensation de l'âme utile à la survie.

Pour Malebranche comme pour Descartes, la science véritable ne peut en aucun cas reposer sur la connaissance par cœur des grands auteurs. Elle exige que l'on fasse soi-même l'effort de compréhension rationnelle, que l'on soit acteur dans l'acquisition du savoir. Seule une attitude active de l'esprit permet d'ailleurs l'appropriation éventuelle de leurs résultats. Rompant en son principe avec la tradition, la démarche véritablement scientifique n'implique pas essentiellement la mémoire des textes, mais l'opération de la raison appliquée aux choses. Ce point, que Descartes indique fréquemment, est repris systématiquement par Malebranche, et vaut pour la référence à Descartes lui-même :
« Ce n'est assez pour être savant philosophe d'avoir lu Platon, Aristote, Descartes et de savoir par mémoire tous leurs sentiments [leurs opinions] sur les questions de philosophie. La connaissance de toutes les opinions et de tous les jugements de tous les autres hommes n'est pas tant une science que de l'Histoire : car la véritable science, qui seule peut rendre à l'esprit de l'homme la perfection dont il est maintenant capable, consiste dans une certaine capacité de juger solidement de toutes les choses qui lui sont proportionnées ».
La science ne doit plus se faire en inventoriant les références historiques, en accumulant les connaissances indécises et en masquant les ignorances par de la rhétorique ; elle doit se construire en s'appuyant sur un savoir certain, compris par celui qui l'acquiert, et qui exclut aussi bien l'opinion que la probabilité. Néanmoins, reprenant « la règle de l'évidence » de Descartes, l'une des quatre règles de la méthodologie scientifique présentées dans son Discours de la méthode, Malebranche propose un principe méthodologique qui prend une tournure plus subjective que chez ce dernier : « On ne doit jamais donner de consentement entier qu'aux propositions qui paraissent si évidemment vraies, qu'on ne puisse le leur refuser sans sentir une peine intérieure et des reproches secrets de la raison ». A l'impossibilité objective du doute chez Descartes, Malebranche substitue ainsi la « peine intérieure » et les « reproches secrets de la raison », tenue elle-même pour une instance extérieure, donnant par là une tonalité affective et religieuse à la règle cartésienne de l'évidence.
À l'instar de Descartes encore, Malebranche a une vision technicienne et optimiste de la vraie science qui, pour lui, est destinée à nous rendre maîtres du monde matériel. Partant de l'idée que Dieu n'agit jamais par volontés particulières, il justifie ce technicisme en soulignant que ce n'est pas s'opposer au Créateur que de modifier le monde en utilisant les lois qui constituent seules ce qu'il a vraiment voulu. Dans la nature, en effet, l'action de Dieu est « tellement déterminée par les causes secondes et occasionnelles » qu'elle n'est pas toujours « conforme à l'ordre ». C'est donc à l'homme qu'il appartient de rectifier les résultats de cette action. Aussi, contrairement à la volonté humaine, la volonté divine est telle qu'il est possible de s'opposer à ses effets tout en continuant à s'y soumettre. En effet, et c'est une des idées fondamentales de Malebranche, le monde matériel, bien que créé par Dieu, n'a comme tel rien d'admirable ni même de respectable. Ce qui dans le monde est respectable et admirable, c'est l'universalité des lois et la simplicité des voies : cette universalité et cette simplicité expriment seules la constance et l'unité du Créateur, et seules elles rendent possible une science authentique.

#### Le paradigme mécaniste

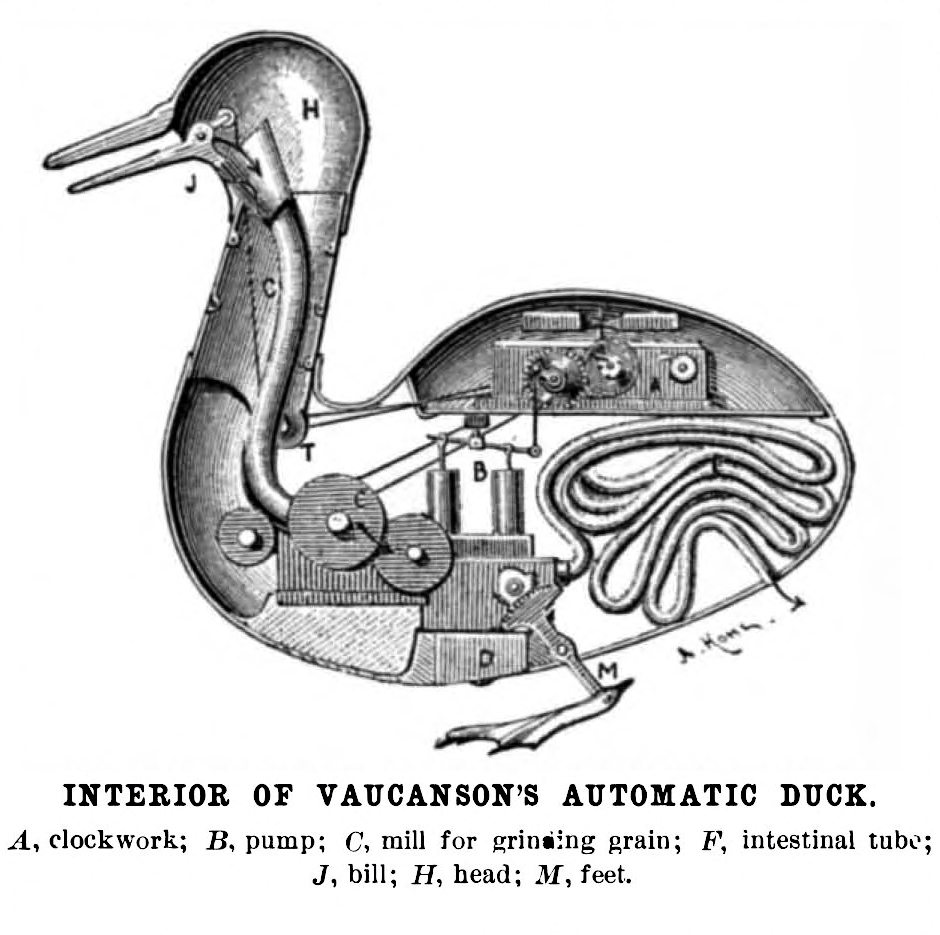
Tout comme le canard mécanique de Vaucanson, le comportement animal est pour Malebranche intégralement réductible à l'effet d'un mécanisme physique.

La conception nouvelle de la nature qui émerge au XVIIe siècle à partir de Galilée est entièrement reprise, avec quelques aménagements, par Malebranche. Elle permet de l'assimiler à un ensemble de machines soumises à un petit nombre de lois simples et exprimables en termes mathématiques. Les lois du mouvement et de sa communication en constituent le paradigme. Le principe de toute explication en physique est analogue à l'explication des machines, tels que les horloges, ou à celle de mécanismes simples comme les leviers, poulies, plans inclinés, etc. Cette mécanisation permet de concevoir qu'un petit nombre de lois détermine l'ensemble des phénomènes. Les lois scientifiques les plus fondamentales sont des principes simples et entièrement intelligibles, par exemple celui de l'inertie qui veut qu'« un corps laissé à lui-même ne change rien de lui-même à son état, et donc, reste au repos s'il est au repos ou en mouvement s'il est en mouvement », et les règles de la communication des mouvements, nommées aussi lois ou « règles du choc » (ou encore « lois de percussion »).
Ce mécanisme strict refuse vigoureusement les « formes substantielles » et les « qualités réelles » de l'ancienne physique qui, comme de petites âmes dans les corps, étaient censées expliquer divers comportements, telle une tendance à aller vers le haut pour les corps « légers » ou vers le bas pour les corps « lourds » (dits « graves »). Les changements d'état des corps ne se comprennent plus désormais que dans le paradigme de la communication du mouvement par contact et par poussée. Le monde est ainsi entièrement mécanisé, et les qualités sensibles que nous percevons en lui sont considérées avant tout comme des effets, dans notre corps, de figures et de mouvements particuliers provoqués par ces figures. Aussi les corps ne ressemblent-ils plus aux qualités que nous percevons d'eux – couleur, chaleur, dureté, etc. – mais ils peuvent néanmoins être connus dans leur essence en tant que figures de l'étendue géométrique.
Fidèle à l'esprit de Descartes, Malebranche corrige ou modifie cependant la science mécaniste cartésienne, souvent pour la radicaliser. En physique, il conteste l'existence d'une force de repos (à laquelle croyait Descartes), corrige les lois cartésiennes du choc et de la communication du mouvement, explique la variété des couleurs par la fréquence plus ou moins grande des vibrations. En physiologie, il modifie également les conceptions que se faisait Descartes du système nerveux et de la circulation du sang. Il admet en particulier que le cœur est un muscle. Mais ces corrections ne concernent que les résultats déductifs de la science cartésienne ; ils n'en changent pas les principes. En particulier, Malebranche reprend la théorie du corps-machine, et renforce la doctrine cartésienne de l'insensibilité des animaux en la justifiant par des raisons religieuses et morales,.

#### La physique mathématique
L'œuvre de Malebranche contient un certain nombre de contributions scientifiques qui font de lui un acteur important de la physique et des mathématiques de son époque. Il développe des conceptions originales dans les questions les plus discutées, comme la théorie de la lumière, les lois du mouvement, le problème de l'élasticité des corps, et contribue à la diffusion du calcul infinitésimal. Il critique la science aristotélicienne et médiévale des qualités, et adopte la conception cartésienne de la physique fondée sur le mécanisme géométrique (débarrassée en outre chez lui de tout attachement au sensible). On ne trouve donc dans sa physique aucune action finalisée comme celle de l'impetus des scolastiques ou de Leibniz, ni aucune action à distance comme l'est l'attraction newtonienne. Son mécanisme géométrique présente une nature reconstituée selon l'espace, privée de toute âme, et sans mystères ni forces occultes. Ce que Malebranche retire en quelque sorte à la nature, il ne l'accorde qu'à Dieu, car il n'y a en dehors de Dieu aucun arrière-monde. Seule une connaissance confuse nous persuade que corps matériels, plantes et animaux contiennent des forces inconnues et des finalités cachées. Au contraire, le mécanisme géométrique permet d'apercevoir, en pleine lumière, une nature privée de qualités, réduite à l'espace, et de réserver toute force active et efficace à Dieu.
Dans le système de Malebranche, il n'y a pas d'autre science possible que la science des corps, via celle de l'étendue. En effet, nous n'avons jamais l'idée claire et distincte de notre âme, tandis que la vision en Dieu de l'essence des corps nous met en contact avec le Verbe divin. Mais si la science doit se limiter à la connaissance des corps, elle ne doit pas résulter d'un approfondissement ou d'un développement de nos jugements sur les corps tels que nous les percevons (« jugements naturels »). En effet, les sens ne nous disent rien de ce que sont les êtres de la nature, ils nous renseignent uniquement sur ce qui est utile ou nuisible à notre vie. La physique n'est donc à proprement parler scientifique que quand elle s'affranchit non seulement de la connaissance empirique, mais aussi de la « géométrie naturelle », celle qui se rapporte au sensible, pour devenir une véritable géométrie mathématique. Alors que la géométrie naturelle nous maintient selon Malebranche dans la perspective individuelle et limitée de notre corps, la géométrie mathématique naît de la vision des idées éternelles en Dieu et se présente à notre esprit avec une véritable clarté.

### Physiologie

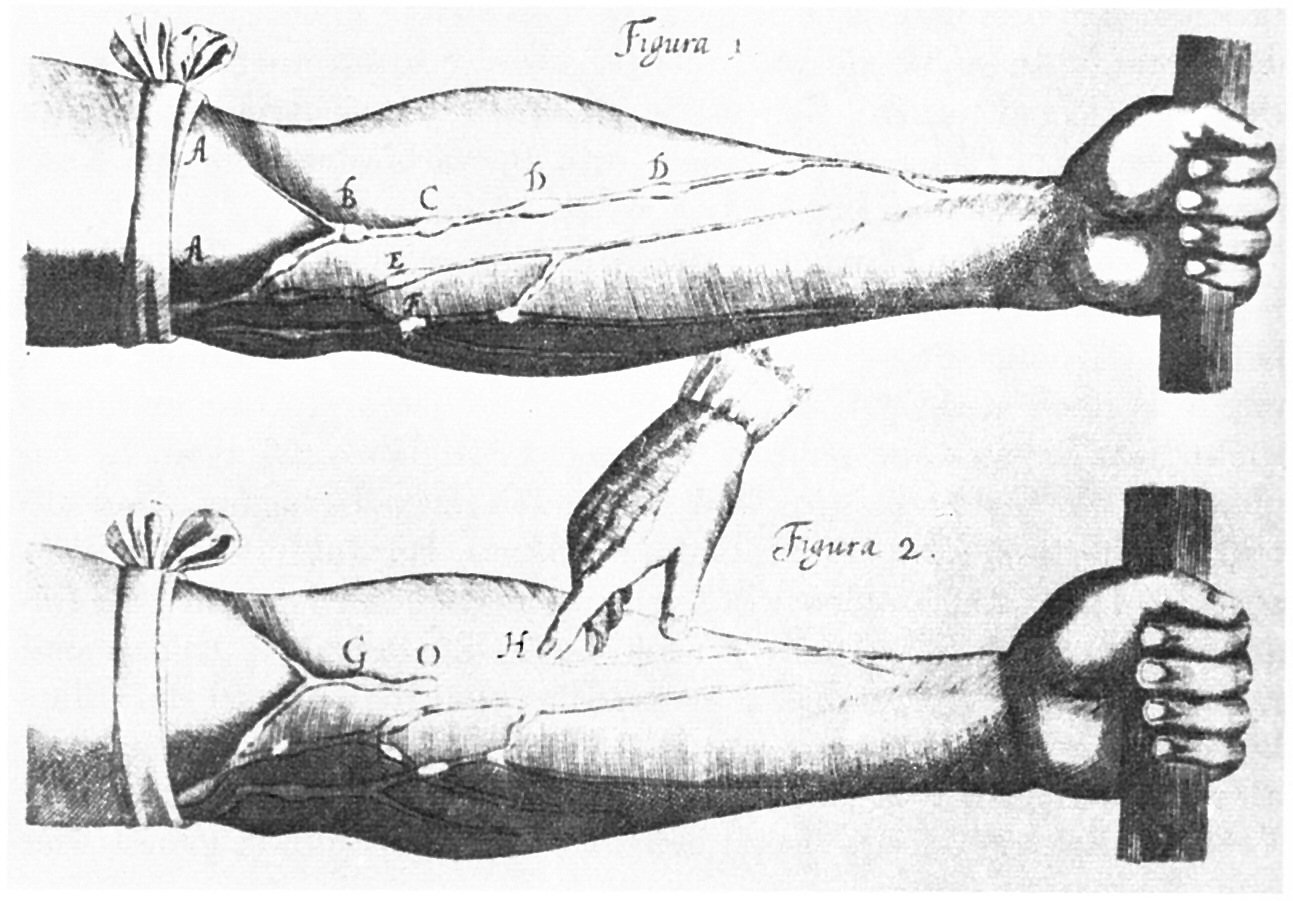
Illustration d'une expérience de William Harvey, qui découvrit la circulation sanguine au début du XVIIe siècle. La physiologie mécaniste de Malebranche s'inspire largement des nouvelles découvertes faites dans le domaine médical.

Les conceptions physiologiques de Malebranche sont marquées par le mécanisme cartésien : ce qu'on appelle la vie n'est qu'un processus mécanique qui n'est pas essentiellement différent de celui qui régit les machines artificielles. La physiologie de Malebranche se distingue tout particulièrement par l'extension de son modèle à la question de la transmission du péché originel.

#### La fibre et les «esprits animaux»
Au cours du développement des sciences physiologiques et médicales, la fibre organique devient, à l'époque de Malebranche, l'élément de base de la construction de l'organisme vivant, avant d'être détrônée par la cellule. On la rencontre dans certaines publications de Descartes, mais aussi chez la plupart des auteurs savants de la seconde moitié du XVIIe siècle. Sous l'influence notamment des premières observations au microscope, elle se généralise. On considère alors que tout organe est un ensemble de fibres, dont les propriétés sont mécaniques, et comparables en ce sens aux caractéristiques d'une machine finement conçue. Le cerveau lui-même est constitué de fibres nerveuses dont les prolongements sont les nerfs. La physiologie de Malebranche s'inscrit pleinement dans ce nouveau paradigme biologique, qui permet d'entrevoir une compréhension réductionniste de la vie organique.
Les « esprits animaux » (l'expression est toujours utilisée au pluriel) relèvent d'une tradition médicale plus ancienne, mais ils jouent un rôle essentiel dans la physiologie cartésienne, puis dans celle de Malebranche. Ils sont vus comme le résultat d'une sorte de distillation du sang dans le cœur. Contrairement à ce qu'indique le terme « esprit » dans cette notion, il s'agit d'éléments parfaitement matériels, dont les propriétés, toutes mécaniques, peuvent se combiner. Ainsi, les esprits animaux sont plus ou moins abondants, plus ou moins agités, etc., tandis que les fibres sont plus ou moins faciles à se plier, plus ou moins délicates. Le mouvement des esprits animaux agit alors à la façon d'un cours d'eau, qui dessine au fil du temps des vallées plus ou moins profondes, plus ou moins larges, en fonction de différents paramètres de cohésion, d'abondance, etc. Sur la durée, avec les habitudes, un tel mouvement forme de manière permanente une sorte de paysage en donnant aux fibres un relief déterminé, auquel correspond une certaine structuration psychologique ; d'où l'importance physiologique de l'éducation, qui permet de façonner en partie le cerveau.

#### Le cerveau
En vertu de sa théorie des causes occasionnelles, tout ce qui se passe dans l'esprit trouve, chez Malebranche, son corrélat dans le cerveau ou dans sa partie principale (qu'il ne localise pas précisément). Le cerveau est interprété par lui comme un système de fibres où ce qui s'imprime physiquement correspond aux impressions de l'imagination (au sens de faculté de percevoir des images). Malebranche propose, pour illustrer ce processus, une comparaison métaphorique avec l'impression de la gravure, qui permet d'en avoir une compréhension mécanique :
« Puis donc que l'imagination ne consiste que dans la force qu'a l'âme de se former des objets, en les imprimant pour ainsi dire dans les fibres de son cerveau ; plus les vestiges des esprits animaux, qui sont les traits de ces images, seront grands et distincts, plus l'âme imaginera fortement et distinctement ces objets. Or, de même que la largeur, la profondeur, et la netteté des traits de quelque gravure dépend de la force dont le burin agit et de l'obéissance que rend le cuivre : ainsi la profondeur et la netteté des vestiges de l'imagination dépend de la force des esprits animaux, et de la constitution des fibres du cerveau ; et c'est la variété qui est dans ces deux choses qui fait presque toute cette grande différence que nous rencontrons dans les esprits ».
Cette comparaison du fonctionnement cérébral avec le procédé de la gravure et de l'impression sur papier traduit un point de vue strictement mécaniste sur la structure et le fonctionnement du corps, y compris dans les activités qui sont le plus en rapport avec la pensée, le cerveau étant réduit ici à un simple support. Cette métaphore illustre par ailleurs la simplicité des voies utilisées par Dieu, et le caractère parfaitement intelligible en son principe du phénomène : toute la variété d'une gravure s'obtient, formellement, par la géométrie du trait de burin dans les trois dimensions et, matériellement, par le rapport entre la force et la résistance du burin et le degré de résistance et d'homogénéité du support auquel il s'applique. Dans le cerveau, le rôle de la plaque de cuivre est tenu par les fibres et celui du burin par les « esprits animaux ».

#### La transmission générationnelle du péché
L'adhésion de Malebranche aux principes de la physiologie mécaniste, associée à une conception préformationniste de l'organisme, le conduit à concevoir la transmission générationnelle du péché depuis Adam exclusivement par la voie corporelle. L'une des explications données est qu'il existe une communication du cerveau de la mère avec celui de l'enfant qu'elle porte. Une autre explication s'appuie sur les dispositions naturelles et mécaniques du cerveau de l'enfant à l'imitation. Dans tous les cas, le péché originel est marqué de manière indélébile dans les fibres du cerveau, qui en conservent la trace. Ainsi, les hommes « gardent encore aujourd'hui dans leur cerveau des traces et des impressions de leurs premiers parents ». C'est donc par les seules lois du corps que la faute initiale se transmet et se répand sur tous les hommes.
Par sa théorie physiologique de la transmission du péché, Malebranche affirme le poids définitif qu'exerce sur nous le péché originel : de ce poids, nous ne saurions nous délivrer. Il distingue néanmoins, parmi les liaisons qui unissent les traces cérébrales entre elles et avec les pensées ou sentiments corrélatifs, celles qui, nées de l'habitude, peuvent être modifiées, et celles qui, héritées de nos ancêtres, ne sauraient en aucune façon être changées par nous. Par là, il admet que la personnalité individuelle peut être modifiée en profondeur, notamment par l'éducation, mais il considère que la nature humaine est fatalement asservie au péché, de sorte que notre attachement au sensible qui en résulte ne peut que se trouver renforcé de génération en génération. Seule la grâce du Christ parvient à contrebalancer, en certains d'entre nous, cette tendance naturelle de l'histoire humaine.

### Psychologie et anthropologie

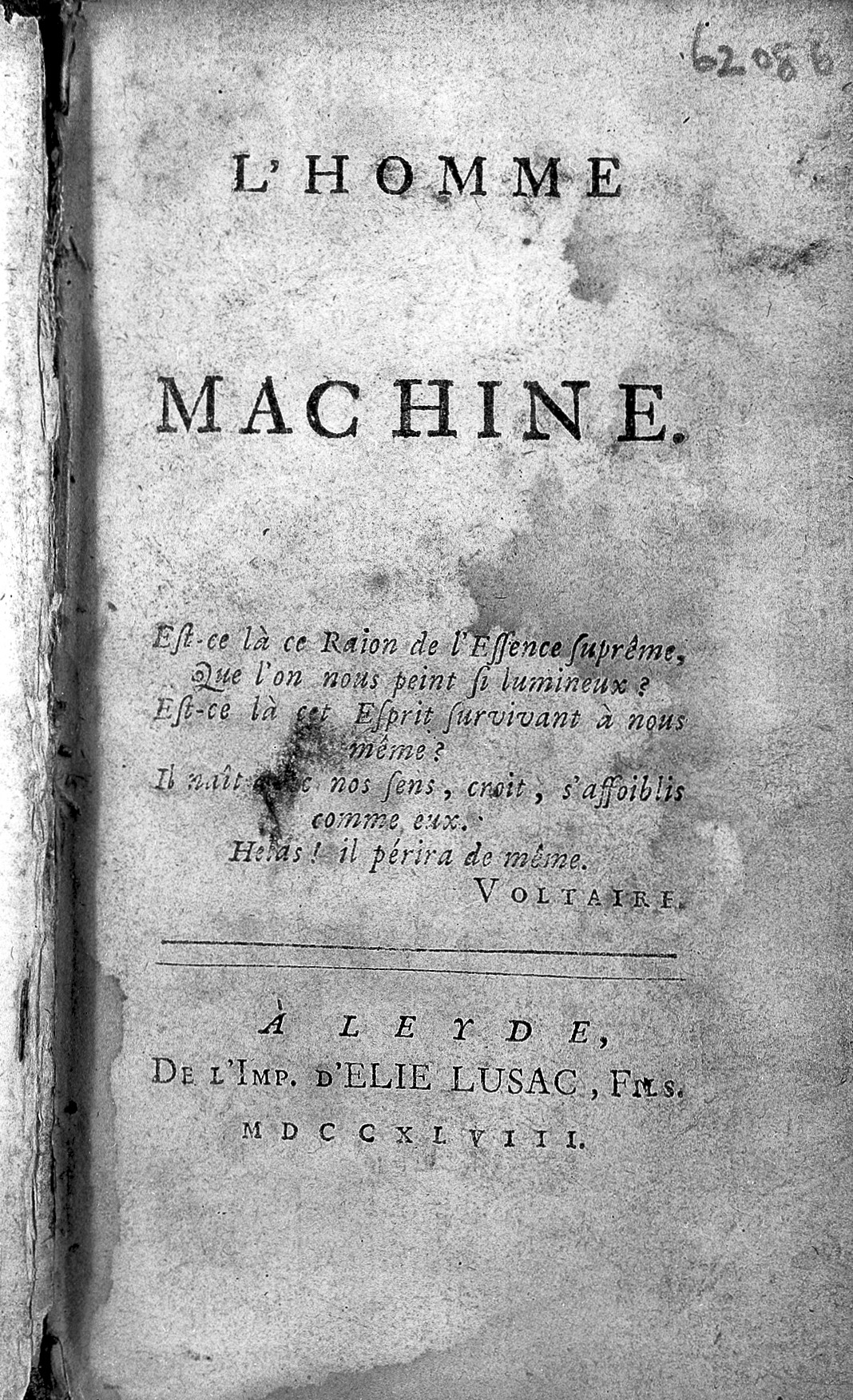
En 1748, le médecin et philosophe La Mettrie est le premier auteur à proposer une conception matérialiste de l'homme qui, contrairement à Malebranche, généralise la théorie des animaux-machines à toute l'anthropologie.

Malebranche est le premier penseur moderne à élaborer une conception de l'esprit qui en fait une réalité obscure, insaisissable de l'intérieur mais pourtant active. Il déclare impossible toute psychologie rationnelle, c'est-à-dire toute science déductive de l'âme s'appuyant sur l'introspection, car l'âme n'est pas connue par idée mais seulement par  « expérience », par un sentiment confus associé à la « conscience ». La psychologie devient donc rapidement chez lui une anthropologie qui étudie l'âme humaine de façon indirecte, par la raison dans ses manifestations corporelles, et par la religion à travers la révélation.

#### La conscience, ou «sentiment intérieur»
Particulièrement innovant dans son vocabulaire, Malebranche nomme « conscience » ou « sentiment intérieur » le mode de connaissance que nous avons de nous-mêmes. Ce sentiment intérieur, loin de désigner, comme chez Descartes, la transparence de l'âme à elle-même, est un mode confus de l'entendement. Malebranche refuse ainsi le principe cartésien selon lequel l'esprit « est plus aisé à connaître que le corps » et renverse la thèse cartésienne de la connaissance fondée sur la certitude du Cogito : « L'âme ne se connaît point, elle n'est à elle-même que ténèbres et qu'obscurité » va t-il jusqu'à déclarer. Il reprend la notion d'« idée claire » de Descartes pour l'opposer à celle de conscience. Tandis qu'une idée claire nous apporte une lumière qui nous permet de découvrir par analyse toutes les propriétés de la chose qu'elle représente, la conscience que nous avons de nous-mêmes ne nous permet pas de connaître les propriétés essentielles de l'âme en dehors de celles, peu nombreuses, dont Dieu nous accorde la connaissance pour son utilité (comme la connaissance du libre arbitre). Ce sentiment intérieur ne nous permet pas même de connaître un tant soit peu la nature de ce dont il nous révèle l'existence. Ainsi, par la conscience, je sais que je suis, que je pense, que je veux, que je sens, que je souffre, etc., mais je ne sais pas par là ce que je suis, ni quelle est la nature de ma pensée, de ma volonté, de mon sentiment, de ma souffrance, de mes passions, ni quels sont les rapports de toutes ces choses entre elles,.
L'évidence du Cogito n'est cependant pas ici remise en question. « De toutes nos connaissances la première est l'existence de notre âme » déclare Malebranche. Mais si l'existence de l'âme est pour lui plus certaine que celle des corps, l'essence des corps est en revanche connue plus parfaitement que celle de l'âme. Toute connaissance proprement dite d'un corps – connaissance par idée claire et distincte – nous permet en effet de connaître a priori toutes les propriétés de cet objet. Par exemple, du fait que je connais clairement et distinctement, c'est-à-dire par idée, l'étendue, il suffit que je consulte cette idée pour connaître clairement et a priori toutes les propriétés dont cette étendue est capable (propriétés géométriques, arithmétiques, topologiques, etc.). A l'inverse, il ne nous est jamais permis de connaître a priori toutes les modifications dont l'âme est capable. Nous ne connaissons seulement que par expérience un certain nombre de propriétés que nous avons senties. Aussi, affirme Malebranche, « si nous n'avions jamais senti ni plaisir ni douleur, nous ne pourrions point savoir si l'âme serait ou ne serait pas capable d'en sentir. Si un homme n'avait jamais mangé de melon, vu de rouge ou de bleu, il aurait beau consulter l'idée prétendue de son âme, il ne découvrirait jamais distinctement si elle serait ou ne serait pas capable de tels sentiments ou de telles modifications ».

#### L'hypothèse de l'inconscient
Parce que la conscience ne peut percevoir la nature de l'âme, Malebranche émet l'idée audacieuse qu'« il y a peut-être en nous une infinité de facultés ou de capacités qui nous sont entièrement inconnues ; car nous n'avons pas de sentiment intérieur de ce que nous sommes, mais seulement de ce qui se passe actuellement en nous », semblant ainsi annoncer, deux siècles avant Sigmund Freud, le thème de l'inconscient. Si le terme même n'est jamais utilisé par lui, Malebranche avance bien selon Denis Moreau et d'autres commentateurs (notamment Geneviève Rodis-Lewis) l'hypothèse d'une forme essentielle d'inconscient : « il se peut faire que ce que nous en [notre âme] connaissons ne soit presque rien de ce qu'elle est en elle-même [...] La conscience que nous avons de nous-mêmes ne nous montre peut-être que la moindre partie de notre être ». Mais cette hypothèse d'un inconscient « radical » reste fondamentalement classique et préfreudienne. Comme Leibniz avec sa théorie des petites perceptions, Malebranche ne renonce pas à l'idée d'un passage théoriquement possible de cet inconscient à la conscience. Néanmoins, cette possibilité n'est que très partiellement réalisable en cette vie. En effet, puisque « nous ne savons de notre âme que ce que nous sentons se passer en nous », ce n'est qu'au moyen d'expériences inédites que nous pouvons prendre conscience d'aspects et de capacités jusque là inaperçus de cette âme. Malebranche exprime alors l'espoir que la vraie et parfaite connaissance de soi se réalisera après la mort dans l'au-delà, lorsque Dieu nous découvrira cette « idée de notre âme » qui est en lui et qu'il ne nous révèle pas ici bas.

#### La nature pécheresse de l'homme

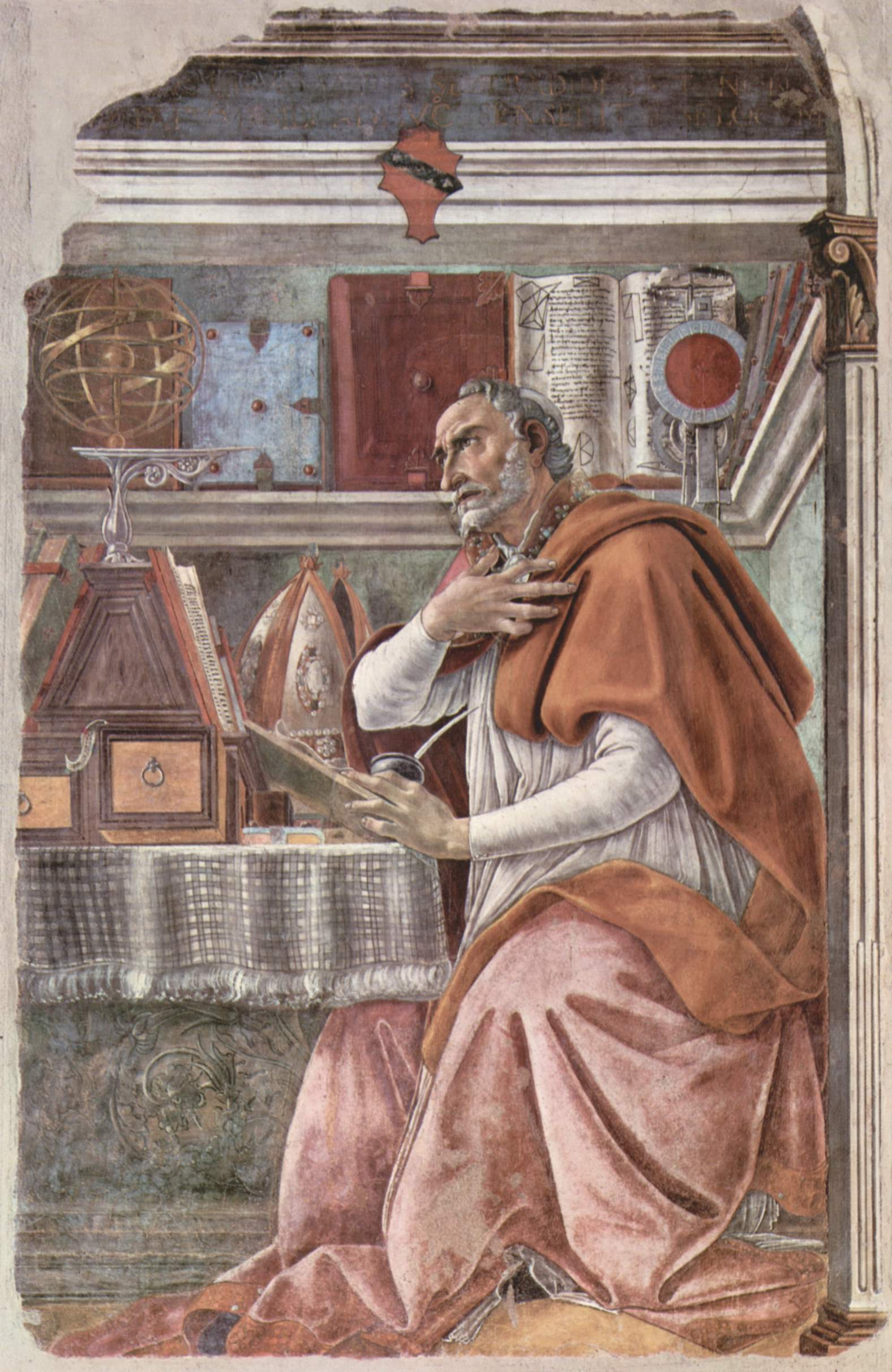
Saint Augustin, l'une des principales influences de Malebranche, a développé au début du Ve siècle une doctrine du péché originel, qui devint l'un des dogmes de l'Église catholique.

Malebranche conçoit la nature humaine en partant de l'idée d'une âme déchue après le péché originel et désormais soumise à un corps qui était à l'origine comme un auxiliaire de vie, lui permettant de se conserver. Il admet néanmoins dans cette âme deux facultés principales qui lui appartiennent en propre, indépendamment de tout rapport avec le corps :
1. l'entendement (ou intellect), qui est la faculté de recevoir les idées
2. la volonté (ou inclination), qui est comme le mouvement naturel de l'âme

Puisque nous n'avons pas d'idée claire et distincte de l'âme, ces deux facultés ne peuvent se comprendre que par analogie avec les modalités de la matière ou de l'étendue, seul objet d'idée claire et distincte : l'entendement est à l'âme ce que la figure est au corps, la volonté ce que le mouvement est au corps. De même que la matière est « capable de recevoir plusieurs mouvements », l'âme est « capable de recevoir plusieurs inclinations », c'est-à-dire de vouloir différentes choses. Cela signifie que l'âme, comme la matière inerte, est incapable de se mettre elle-même en mouvement, car elle est, à l'instar des corps, mue par Dieu. En outre, entendement et volonté sont systématiquement accompagnés de certaines modifications de l'âme qui sont dues à son union avec le corps. Il n'y a en effet jamais d'intellection qui ne soit accompagnée d'images provenant des sens, ni de volonté sans passions, les passions étant aux inclinations volontaires ce que les sens sont à l'entendement.
Pour Malebranche, l'entendement et la volonté sont les mêmes chez tous. Il y a au contraire, selon les individus, une immense variété de passions comme de sensations. Avant le péché originel, la sensation était au service de l'entendement, comme les passions étaient au service d'une volonté restée droite. Sensations et passions étaient alors des auxiliaires de l'âme. En cet état originel, l'homme pouvait diriger son attention à son gré, écartant sans difficulté les sensations inutiles ou nuisibles pour ne retenir que les sensations utiles à l'intellect (qui se sert par exemple de lignes droites visibles pour représenter des quantités abstraites). Les passions n'avaient quant à elles d'autre rôle que de renforcer les volontés droites. Mais depuis le péché, l'âme corrompue de l'homme se trouve asservie au corps, et tandis que les sensations lui font croire à tort qu'elles lui donnent les qualités réelles des choses, alors qu'elles expriment seulement les rapports des choses à son corps, les passions renforcent ses inclinations devenues mauvaises ou dépravées.

### Philosophie religieuse
La doctrine religieuse de Malebranche trouve probablement son expression la plus aboutie dans le Traité de la nature et de la grâce, dont la première édition date de 1690. Cet ouvrage met en lumière la grande originalité de la philosophie religieuse de Malebranche et les choix radicaux qu'elle opère dans son explication de la création.

#### L'existence et la connaissance de Dieu
Comme celle de Descartes dans la Troisième Méditation, la preuve de l'existence de Dieu donnée par Malebranche repose sur le fait qu'en pensant à Dieu, nous avons l'idée de l'infini. Mais tandis qu'il s'agissait pour Descartes de montrer que cette idée ne peut avoir d'autre cause que Dieu lui-même, pour Malebranche au contraire, « on ne peut pas concevoir que l'idée que nous avons d'un être infiniment parfait, qui est celle que nous avons de Dieu, soit quelque chose de créé ». L'existence de Dieu ne peut être inférée par un raisonnement qui remonterait de l'effet à la cause, mais elle peut seulement être atteinte directement par la considération de son idée. Aussi Malebranche refuse-t-il de déduire, comme le faisait Descartes, l'existence de Dieu de l'idée même de Dieu, à la façon dont on déduit de l'idée d'un triangle ses propriétés. Suivant une démarche bien différente, la preuve consiste chez lui à montrer que Dieu et son idée sont une seule et même chose. L'existence de Dieu n'a donc pas à être démontrée par raisonnement : c'est une connaissance « de simple vue ». C'est Dieu lui-même que je vois ou qui est présent à mon esprit quand j'y pense.
L'existence de Dieu est dès lors aussi immédiatement évidente que l'existence de soi : 
« Il est donc aussi évident qu'il y a un Dieu, qu'il l'est à moi que je suis. Je conclus que je suis, parce que je me sens, et que le néant ne peut être senti. Je conclus de même que Dieu est, que l'être infiniment parfait existe, parce que je l'aperçois, et que le néant ne peut être aperçu, ni par conséquent l'infini dans le fini. »
L'idée de Dieu, perçue directement, n'est par là même en aucun cas une modalité de l'âme renvoyant à une réalité extérieure. « Pouvoir représenter l'infini », affirme Malebranche, « c'est pouvoir le faire apercevoir en soi ; et par conséquent le contenir pour ainsi parler ». Puisque l'idée de l'infini ne peut être que l'infini lui-même, c'est-à dire Dieu, du seul fait que l'on pense à Dieu, il suit qu'il existe : « l'infini ne peut se voir qu'en lui-même » déclare ainsi Malebranche.
En ce sens, il n'y a pas à proprement parler d'idée de Dieu, puisque toute idée est un archétype « visible en Dieu » et que, de Dieu, il n'existe pas d'archétype. Il ne peut même pas en exister car il ne peut y avoir de modèle sur lequel Dieu aurait été formé. Nous connaissons les corps en leur archétype, car ils ont été créés selon cet archétype, mais Dieu est incréé. Puisqu'il est impossible de saisir Dieu dans un archétype, la connaissance que nous avons de lui doit atteindre directement son existence. Dieu se connaît ainsi lui-même en son être, et notre âme est unie directement dans cette connaissance au Verbe divin. Et puisque l'existence des idées archétypes est seconde par rapport à celle de leur Créateur, l'intuition de l'existence de Dieu est l'acte premier de la connaissance.

#### L'action divine

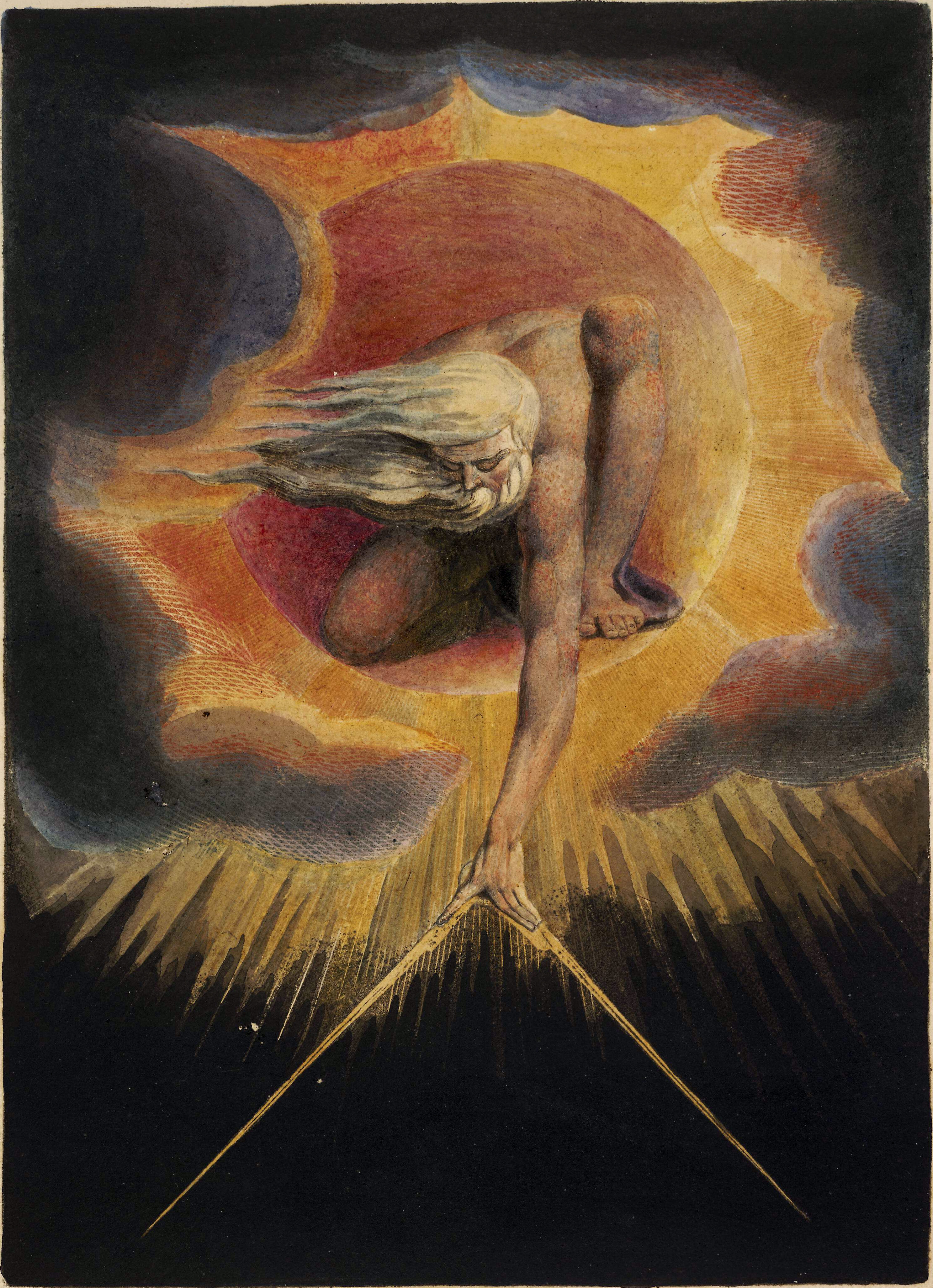
A l'image de l'Ancien des jours de William Blake, le Dieu de Malebranche est un « Dieu géomètre », essentiellement rationnel, qui privilégie la simplicité des voies à la perfection de l'ouvrage.

Dans la doctrine théologique de Malebranche, la compréhension de Dieu repose sur une vision moderne et novatrice de la nature de son action. Selon Malebranche, en effet, la plus grande perfection de Dieu réside dans sa sagesse, dans sa raison et non dans son pouvoir absolu. Dieu est vu par lui comme un principe de justice, respectant l'ordre ou la légalité, mais pas comme un principe véritablement bon. Il n'agit jamais pour améliorer le sort de telle ou telle de ses créatures, se désintéresse même du destin propre de chaque individu. Il n'est « ni clément, ni miséricordieux, ni bon, selon les idées vulgaires, puisqu'il est juste essentiellement », affirme Malebranche. Être juste, c'est agir comme un parfait législateur, qui applique la loi de manière impartiale, voire implacable, sans se soucier des circonstances particulières. C'est à son Fils Jésus-Christ qu'est déléguée cette tâche. C'est lui qui doit se préoccuper du sort de chacun, mais son esprit étant fini, il ne peut lui-même sauver tout le monde.
Malebranche en arrive à la conclusion inédite chez un philosophe chrétien que les lois qui sont censées répandre la grâce partout sur les pécheurs sont inadaptées à leurs besoins, ce qui explique la damnation de la plupart d'entre eux. La comparaison entre la pluie naturelle, qui tombe dans la mer, le désert ou sur un champ en friche, et la pluie de la grâce, revient souvent sous sa plume. Plus inédite encore est la conception qu'il se fait du dessin essentiel de Dieu, qui n'est pas le rachat des hommes, mais sa propre gloire. Or cette gloire doit, pour éclater, se déployer sous la forme d'une action légale. La théodicée de Malebranche permet donc d'expliquer le grand nombre des damnés et le justifie par le fait que le but principal de Dieu est un but « égoïste » : la manifestation de sa propre gloire. Cette conception singulière d'un Dieu égoïste est toutefois nuancée par l'idée, tout aussi hétérodoxe, d'une limitation de la puissance de Dieu par sa sagesse, qui le rend « impuissant en ce sens qu'elle ne lui permet pas de vouloir certaines choses, ni d'agir de certaines manières ».
Le « légalisme » théologique de Malebranche autorise et même exige l'action de l'homme sur le monde. Puisque les maux, et notamment les maux provenant du corps, ne sont pas les objets d'une volonté particulière de Dieu et qu'il ne les a donc pas voulus comme tels, rien ne s'oppose moralement à ce qu'on tente de les supprimer. Malebranche l'explique ainsi : « si Dieu remuait les corps par des volontés particulières, ce serait un crime d'éviter par la fuite les ruines d'une maison qui s'écroule […], ce serait insulter à la sagesse de Dieu que de corriger les cours des rivières ». Or ce n'est justement pas le cas : la maison qui croule ou la rivière qui déborde ne sont que les « conséquences de volontés générales qu'il a établies ». Aussi, puisque Dieu n'agit pas par volontés particulières, on peut corriger son ouvrage « sans blesser sa sagesse ». Plus encore, si la création exprime la gloire de son créateur à mesure de son degré de perfectionnement, c'est contribuer à la gloire de Dieu que d'achever l'ouvrage qu'il n'a pu mener à la perfection à cause de la généralité obligée de ses voies. Malebranche justifie ainsi sur le plan théologique une praxis transformatrice du monde,.

#### Le péché et la concupiscence

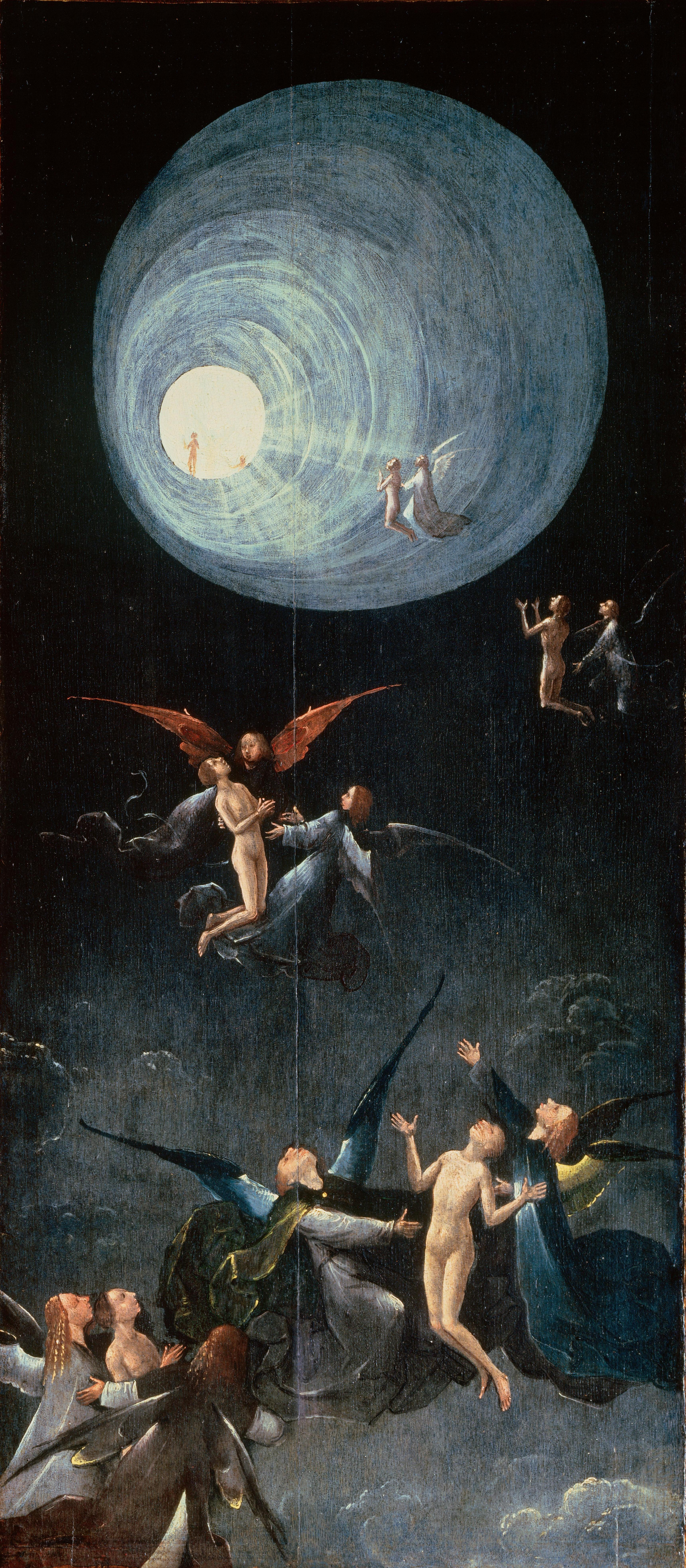
Mon Dieu de qui je tiens toutes mes pensées, lumière de mon esprit et de mes yeux, sans laquelle le soleil même tout éclatant qu'il est ne me serait visible, faites-moi toujours sentir votre puissance et ma faiblesse, votre grandeur et ma bassesse, votre clarté et mes ténèbres, en un mot, ce que je suis et ce que vous êtes. — Nicolas Malebranche, Petites méditations pour se disposer à l'humilité et à la pénitence, 1677.

Dans un monde où Dieu devrait « créer les esprits pour le connaître et pour l'aimer », il n'est pas normal, reconnaît Malebranche, que nous soyons si attirés par les corps et si peu par Dieu, que « les voies de la vertu [soient] dures et pénibles, et celles du vice douces et agréables ». « Quel désordre ! » s'exclame même t-il à ce sujet. Si les choses ne sont pas du tout comme elles devraient être, c'est donc qu'elles ne sont plus du tout comme elles ont été. Le dogme chrétien du péché originel intervient ici pour dénouer la difficulté qui découle de cette opposition entre ce qui est et ce qui devrait être :
« Le péché du premier homme a tellement affaibli l'union de notre esprit avec Dieu qu'elle ne se fait sentir qu'à ceux dont le cœur est purifié, et l'esprit éclairé. […] Au contraire, il a tellement fortifié l'union de notre âme avec notre corps [et] nous a de telle sorte assujettis à nos sens et à nos passions que nous sommes portés à croire que notre corps est la principale des deux parties dont nous sommes composés. »
Le péché a même « changé en dépendance l'union de l'âme et du corps », causant un désordre en l'homme que Malebranche nomme, dans le vocabulaire du christianisme, « concupiscence ». Par la faute d'Adam, tous les hommes « naissent pécheurs et sujets aux mouvements de la concupiscence », c'est-à-dire éprouvent en eux-mêmes des « mouvements involontaires et rebelles » qui les portent à l'amour des faux biens. Or ce dérèglement ne résulte pas d'une perversion ou d'un défaut intrinsèque de l'esprit ; il n'est que la juste privation du pouvoir qu'avait l'homme de dominer le corps. La concupiscence n'a donc aucune réalité propre. Elle n'est qu'« un défaut de puissance sur notre corps, lequel défaut ne vient que du péché ».
Le premier homme ayant péché, il a perdu son pouvoir originel de contrôle sur son corps, qui n'a pu être transmis après lui. Dès lors, bien que les lois générales de l'union de l'âme et du corps n'aient pas changé, leurs effets deviennent pervers du seul fait qu'ils ne sont plus en notre pouvoir. L'union de l'âme et du corps, qui s'établissait au bénéfice de l'âme, s'est ainsi changée en dépendance de l'âme par rapport au corps, et « la conscupiscence, qui n'est autre chose que cette dépendance, répand une corruption générale dans le genre humain ». Cette « rébellion du corps » est pour Malebranche l'unique principe de tous les vices de l'âme. Elle diminue sa liberté, n'étant plus entièrement maître de ses désirs et de son attention ; elle excite sans cesse en elle des plaisirs et des désirs qu'il lui faut combattre afin de connaître la vérité et d'aimer le bien.

### Philosophie morale
La morale fait chez Malebranche partie intégrante de son système, et il la considère comme tout aussi démontrable et explicable que les vérités en science. Sa spécificité tient à ce qu'elle dérive de la contemplation des rapports de perfection, qui ne sont pas moins immuables et certains que les rapports mathématiques de grandeur. Pour Malebranche, selon l'une de ses formules les plus célèbres, « la morale démontrée et expliquée par principes est à la connaissance de l'homme ce qu'est la connaissance des lignes courbes à celle des lignes droites ».

#### L'amour du vrai
Le Traité de morale, complété par le Traité de L'Amour de Dieu, dont la première édition date de 1697, peut être tenu pour l'exposé définitif de la philosophie morale de Malebranche. Il y établit que l'homme est capable de trois activités : connaître, aimer et sentir. Connaître au sens strict, c'est connaître par idée, en découvrant les rapports entre des quantités ou entre des propriétés parfaitement définies (les « perfections »). Aimer est synonyme de vouloir. Sentir, enfin, c'est éprouver le rapport des autres corps avec son propre corps. Chacune de ces activités implique un ensemble de lois générales qui constituent l'ossature du système. Dans ce système, le vrai et le bien ne constituent pas des champs séparés mais sont articulés ensemble afin que le second renvoie nécessairement au premier. La morale de Malebranche est en effet une doctrine de l'amour qui affirme la nécessité de rapporter la volonté à la connaissance contre sa tendance habituelle, qui est de la rapporter à la sensation (du fait de la concupiscence, qui est elle-même une conséquence du péché originel). La morale est ainsi chez Malebranche d'essence intellectuelle, mais aussi religieuse, puisque la vraie connaissance est pour lui celle de l'ordre divin.
Définie en lien avec la morale, la volonté est un mouvement de l'âme généré par Dieu en l'homme pour aimer le bien infini (« indéterminé »). De même que l'homme ne produit pas la connaissance, il ne produit donc pas non plus la volonté (ou amour) par laquelle il est mû. Mais la portée de ce mouvement, bien que d'origine divine, est limitée et déterminée par la liberté, qui est « la force que l'esprit a de détourner cette impression [le mouvement volontaire] vers les objets qui nous plaisent, et faire ainsi que nos inclinations naturelles soient terminées à quelque objet particulier ». Par conséquent, puisqu'il n'y a pas d'autre alternative dans le monde déchu que celle qui consiste à vouloir ce qui provient ou bien de la connaissance ou bien de la sensation, le « bon amour » est déterminé par la seule connaissance, tandis que le mauvais l'est par la sensation ou les passions. Ces derniers sont l'instrument de la conscupiscence, « qui seule détourne l'esprit de la vérité ». L'amour des faux biens, manifestation de cette concupiscence, consiste dans l'arrêt de la volonté à ces objets déterminés que sont ceux de la sensation, alors qu'il reste toujours à l'homme du « mouvement pour aller plus loin », vers le bien infini et indéterminé.

#### L'ordre et le désordre
Le système de Malebranche repose sur deux types de rapports :
1. les rapports de grandeur, qui déterminent dans leur totalité les sciences mathématiques et naturelles
2. les rapports de perfection, qui déterminent la morale.

C'est l'ordre constitué par les rapports de perfection qui permet de juger qu'une chose est meilleure qu'une autre. Cet ordre a exactement la même nécessité et la même immutabilité que celui qui s'établit sur les relations mathématiques. Il correspond à la hiérarchie de perfection des essences dans l'entendement même de Dieu. Dieu connaît parfaitement tous les rapports, mais il n'en va pas de même de l'homme, qui n'a qu'une compréhension confuse des rapports de perfection, dépourvue de l'évidence qui accompagne celle des rapports de grandeur. Cependant, avec l'aide de la foi, l'homme en sait assez pour pouvoir régler sur eux sa conduite. Il faut alors qu'il soit suffisamment attentif à ce qu'il ressent, qu'il écoute les « reproches secrets de la raison » qui s'expriment dans le sentiment intérieur, bien que celui-ci soit obscurci par le péché originel. Apparaît ainsi chez Malebranche une morale du sentiment qui est comme la version dégradée mais indispensable de la connaissance des devoirs par la vision éclairée de l'ordre divin.
A la notion d'ordre divin répond logiquement celle de désordre du monde. Ce désordre relève pour Malebranche d'une double cause :
1. le choix de Dieu de créer un monde moins parfait par les voies les plus simples, laissant à l'homme la possibilité de l'améliorer
2. le désordre même de l'âme humaine, qui préfère les effets plaisants de son union avec le corps à ceux de son union avec la raison divine.

Le désordre de l'âme, conséquence du péché originel, concerne autant l'esprit que le cœur de l'homme. Il subvertit à la fois : 
- la faculté de connaître, de sorte que nous privilégions l'information des sens à celle de la raison
- la volonté, de sorte que nous préférons des objets moins dignes d'amour au seul objet qui en soit réellement digne (Dieu).

Dans ces deux cas de subversion, c'est bien l'ordre de perfection qui est renversé, ordre par lequel les corps sont normalement assujettis aux esprits, et les esprits à Dieu.

#### Le plaisir
L'une des thèses les plus controversées de la morale de Malebranche concerne l'intérêt et la bonté du plaisir,. Dans la mesure où la seule voie d'accès à l'âme, bien que partielle et obscure, reste la conscience ou le sentiment intérieur, il n'y a selon Malebranche aucun autre moyen de juger l'état de notre âme que le plaisir et la douleur. Le plaisir est donc utile. Mais plus encore, le plaisir est un bien en un double sens :
1. en tant qu'état psychologique éprouvé de l'intérieur, il est bon par lui-même
2. en tant que sa cause véritable est divine, il est bon par sa cause.

Cependant, le plaisir porte par nature à aimer l'objet qui semble le procurer et qui n'en est que la simple occasion. Ce qui fait réellement plaisir reste en effet impensé dans le sentiment de plaisir. Ce sentiment est donc vrai « formellement », puisque le bien qu'il manifeste existe véritablement dans sa manifestation même, mais il est faux « objectivement », puisque la supposition causale à laquelle il conduit est fausse. Par conséquent, s'il faut fuir le plaisir, c'est seulement parce que ce sentiment attache faussement l'âme à des objets comme aux causes de son bonheur, nous faisant aimer des objets qui n'ont de pouvoir de rendre heureux que par une simple délégation. En ce sens, même si le plaisir est un bien, il n'est pas toujours « avantageux d'en jouir ».
En outre, Malebranche s'oppose à la doctrine augustinienne, reprise par certains cartésiens, selon laquelle le plaisir et la douleur dérivent de la connaissance ou de l'amour. Si je souffre lorsqu'on me brûle, ce n'est pas parce que j'aime mon corps et que je sais plus ou moins consciemment qu'il subit une certaine altération ; c'est au contraire la douleur qui m'apprend, sans faire intervenir aucun jugement, que mon corps est blessé, et qui me pousse à mieux le préserver. Plaisir et douleur sont des faits psychologiques primitifs et immédiats au même titre que les autres sensations, survenant en l'âme avant tout jugement et toute inclination, mais ayant une valeur informative de type utilitaire.

## Controverses
Malebranche rédige de nombreux textes polémiques, en particulier contre certains cartésiens, tels Régis ou plus encore Antoine Arnauld, le grand théologien et philosophe de Port-Royal, avec lequel il bataille de 1683 jusqu'à 1694. D'autres disputes portent sur la nature de la grâce, la transsubstantiation, la théorie du plaisir, la théorie des causes occasionnelles, notamment avec Leibniz, ou sur des problèmes de science, tels que la question de la grandeur apparente des astres à l'horizon. C'est dans ces textes polémiques que s'exprime souvent l'originalité des positions de Malebranche concernant les questions de métaphysique, de théologie, de science et de philosophie morale.

### Avec Arnauld

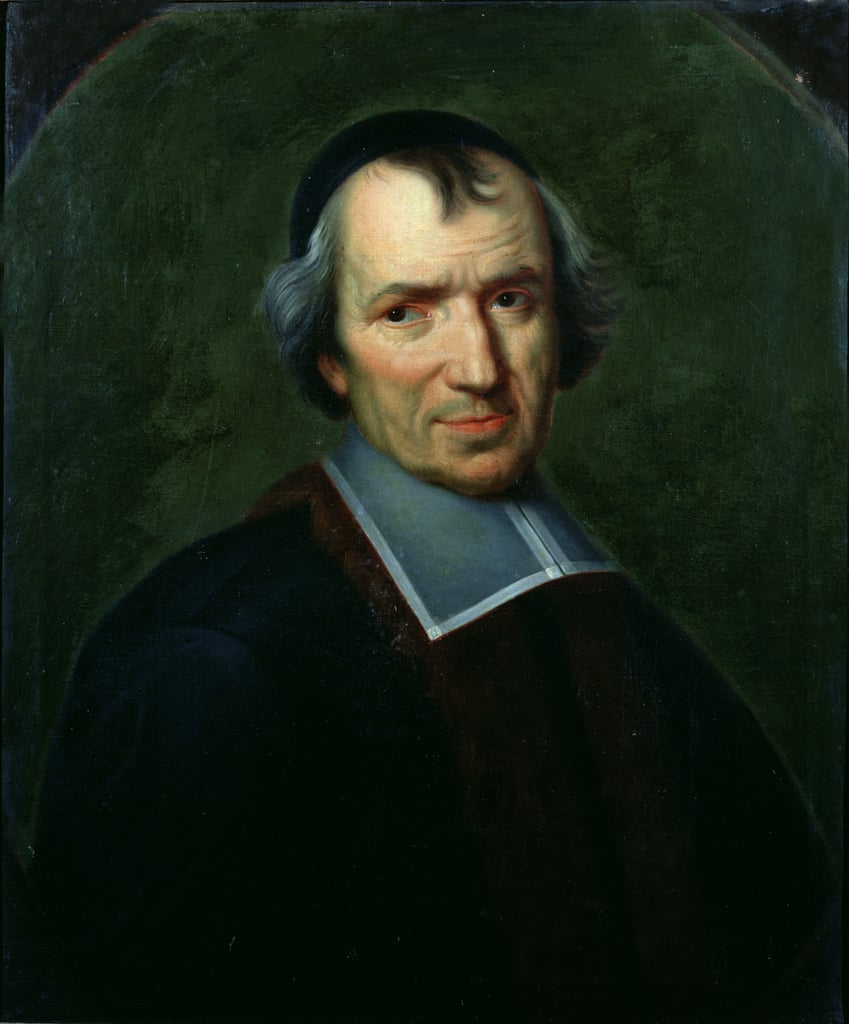
Antoine Arnauld en 1660.

C'est une longue querelle de onze années qui commence avec le théologien janséniste Arnauld à partir de 1683 autour des thèmes de la grâce et des « sentiments nouveaux ». Cette querelle est déclenchée par l'ouvrage le plus radical de Malebranche, le Traité de la nature et de la grâce, publié en 1680, où est exposé de façon synthétique ce qui est devenu une véritable philosophie autonome : le malebranchisme.
Ce qui oppose fondamentalement Arnauld à Malebranche tient moins aux thèses particulières de ce dernier qu'à un problème d'articulation entre la raison et la révélation dans l'approche des problèmes théologiques. Comme Blaise Pascal, également janséniste, Arnauld privilégie la révélation et la foi, au sein d'une philosophie religieuse dite du « Dieu caché », fondée sur le Mystère. A contrario, dans le Traité de la nature et de la grâce, puis dans le reste de son œuvre, Malebranche développe une doctrine de la raison commune à Dieu et à l'homme, accessible à ce dernier, où le Christ devient une figure visible et incarnée d'une raison universelle, identique chez tous. Pour lui, la révélation et la foi ne sont plus nécessaires au salut puisque la connaissance et l'amour de l'ordre divin dépendent de la raison seule, ce qui scandalise Arnauld, bien que cette raison soit aussi supposée être l'esprit même de Dieu.
La critique d'Arnauld contre Malebranche comporte ainsi deux volets:
1. une critique du trop grand crédit accordé à la connaissance rationnelle et naturelle concernant le mystère de la grâce, celle-ci étant vue par Malebranche comme un événement surnaturel ordinaire régi par des lois analogues à celles de la nature, et donc connaissable de la même manière
2. une remise en cause du rôle beaucoup trop grand accordé cette fois à la théologie dans la connaissance naturelle, puisque Malebranche prive l'homme d'un pouvoir qui serait le sien, celui de penser avec ses propres idées.

Concernant la « querelle des idées » (la question de leur origine), Arnauld, fidèle pour l'essentiel à la doctrine de Descartes, soutient que l'homme dispose d'un pouvoir de connaître qui lui est véritablement propre, et que l'idée est une forme intellectuelle de perception qui correspond à une modification de l'âme. La position de Malebranche, au contraire, désolidarise entièrement le plan psychologique d'une part (avec la perception entendue comme modification de l'âme), du plan gnoséologique (ayant trait à la connaissance) et métaphysique (avec l'idée comme archétype des choses dans l'entendement divin) d'autre part. Pour lui, si les idées n'étaient que des modifications des esprits individuels, comme le pense Arnauld, alors elles seraient limitées, multiples et contingentes ; si, au contraire, elles sont des éléments de la raison divine, elles sont infinies, éternelles et nécessaires. Or notre raison nous montre, à l'appui de la seconde thèse, qu'elles sont universelles : il n'y a pas deux idées du cercle différentes chez deux individus, ni deux idées du cercle distinctes chez le même individu pour des figures de rayon différent, mais une seule idée commune à tous les cercles et à tous les esprits, Dieu y compris.
Bien qu'ami de Malebranche au moment de ses premières correspondances avec lui, Arnauld finit par mener une intense campagne de dénigrement du malebranchisme auprès des autorités romaines, et réussit avec ses amis jansénistes à faire mettre à l'Index son Traité de la nature et de la grâce. Néanmoins, il est maintenant reconnu que les controverses avec Arnauld ont constitué un apport décisif pour l’évolution de la doctrine de Malebranche, tout comme est reconnu leur valeur intrinsèque en tant qu’événements philosophiques majeurs.

### Avec Leibniz

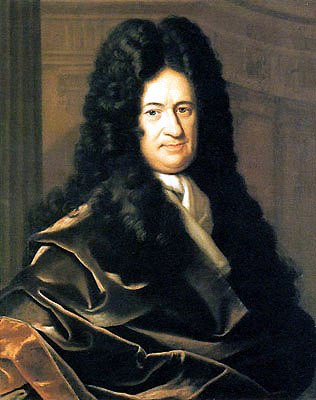
Gottfried Wilhelm von Leibniz vers 1695.

La correspondance entre le grand philosophe allemand Gottfried Leibniz et Malebranche s'établit sur une très longue période, estimée à quarante années, peut-être la plus longue période de correspondance philosophique de l'histoire, et sans doute l'une des plus riches. Elle est faite de nombreuses lettres, d'envois d'ouvrages, de relations indirectes par l'intermédiaire d'amis communs, et porte sur toutes sortes de questions, avec pour toile de fond les débats intellectuels de l'époque en métaphysique, en science ou en théologie. Leibniz voit en Malebranche un disciple de Descartes qui, d'un côté, par le « système des causes occasionnelles », refuse comme lui l'interaction et toute possibilité « d’influence réelle d’une substance créée sur l’autre », mais qui, d'un autre côté, par la thèse d’une causalité divine permanente dans la nature, a recours à la représentation inacceptable d’un Deus ex machina, autrement dit, d'un Dieu qui intervient sans cesse dans toutes les actions de ses créatures à la façon d'un marionnettiste avec ses marionnettes.
Bien qu'il finisse par réussir à convertir Malebranche à ses lois du mouvement, et ainsi à une partie de sa physique, Leibniz ne réussit pas à le convaincre d'adopter en conséquence sa doctrine de l'harmonie préétablie, au lieu de la théorie des causes occasionnelles que Malebranche continue de défendre obstinément. La critique de l’occasionnalisme de Malebranche devient alors récurrente dans les écrits de Leibniz. Ce qu'il nomme la « voie de l'assistance », cette conjecture par laquelle Malebranche tente d’amender la conception cartésienne du rapport entre l'esprit et le corps en y faisant intervenir Dieu partout, est insoutenable aux yeux de Leibniz. Elle aboutit selon lui à réintroduire du miracle dans la nature, et plus gravement encore à le généraliser à tout ce qui se produit dans ce monde, faisant par là même de Dieu la cause immédiate de chaque événement, y compris du plus insignifiant. Or, pour Leibniz, c'est rabaisser la dignité de Dieu que de concevoir son action de cette manière. Aussi exprime-t-il son refus catégorique de suivre ces « philosophes [les occasionnalistes], très habiles d’ailleurs, qui font venir un Dieu comme dans une machine de théâtre, pour faire le dénouement de la pièce ».

## Postérité

### Au tournant duXVIIIesiècle
Malgré de puissants adversaires, la philosophie de Malebranche a, de son vivant même et jusqu'au milieu du XVIIIe siècle, un grand succès aussi bien auprès de l'aristocratie cultivée que dans les universités ou à la congrégation de l'Oratoire, et même chez les bénédictins et les jésuites. De grandes dames, comme Françoise de Sévigné ou Marie-Thérèse de La Ferté-Imbault, sont ses lectrices assidues. Mademoiselle de Vailly, nièce de Malebranche, réunit dans son salon chaque semaine les malebranchistes de Paris. Membre de l'Académie des sciences, Malebranche a également parmi ses confrères des partisans convaincus comme le marquis de L'Hôpital, un des promoteurs du calcul infinitésimal, le mathématicien Louis Carré, l'ingénieur Renau d'Elissagaray et plusieurs géomètres qui restent partisans de la physique cartésienne. C'est lui qui, plus que Descartes même, est considéré comme le représentant majeur de la pensée cartésienne entre 1680 et 1720, aussi bien en France que dans les autres pays européens,.
Durant le XVIIIe siècle, certaines thèses de Malebranche ainsi que son anti-sensualisme sont soutenues en Italie par Paolo Mattia Doria, Michelangelo Fardella, le cardinal Gerdil ; en France par Melchior de Polignac, l'abbé de Lignac, ferme partisan de l'occasionnalisme, et l'abbé Jean Terrasson. C'est à ce dernier qu'on attribue généralement le Traité de l'infini créé, publié en 1769 sous le nom de Malebranche. Ce traité audacieux soutient que la matière et l'esprit sont infinis, qu'il y a une infinité de mondes d'une durée infinie, tous habités par des êtres semblables à l'homme, et qu'il y a autant d'incarnations de Dieu qu'il y a de mondes. En Irlande, l'occasionnalisme de Malebranche semble avoir une influence déterminante sur la théorie des idées de George Berkeley, l'oratorien et le philosophe irlandais s'étant rencontrés à Paris. Comme Malebranche, Berkeley retire toute causalité efficace à la nature, mais non à l'esprit, ce qui fait de lui un occasionnaliste partiel,.
La postérité de Malebranche se limite néanmoins essentiellement à sa métaphysique. Son Traité de la nature et de la grâce ayant été mis à l'Index en 1690, il n'y a pas de postérité proprement religieuse de la doctrine de Malebranche.

### Durant les Lumières
Malebranche passe aux yeux de beaucoup de critiques des XVIIIe et XIXe siècles pour le dernier métaphysicien français, précédant le déclin rapide de la métaphysique au temps des Lumières. Dans l'Encyclopédie de Diderot et d'Alembert, l'article « Malebranchisme » le décrit comme « un rêveur des plus profonds et des plus sublimes » dont « les sentiments ne firent pas grande fortune, ni en Allemagne, où Leibniz dominait, ni en Angleterre, où Newton avait tourné les esprits vers des objets plus solides ». Seules demeurent alors à cette époque son anthropologie et surtout sa théorie du plaisir, dont on retient avant tout l'idée qu'il est un bien rendant « actuellement heureux celui qui le goûte dans l'instant qu'il le goûte et pour autant qu'il le goûte ». Détournée de son contexte sacrificiel et de ses pieuses intentions, cette théorie est largement exploitée par les morales hédonistes et matérialistes du XVIIIe siècle, jusqu'à intégrer les réflexions libertines du marquis de Sade dans sa Philosophie dans le boudoir.
Une certaine lecture de Malebranche et de quelques uns de ses disciples, là encore partielle et simplificatrice, conduisent en outre à un véritable retournement du malebranchisme au temps des Lumières, et l'on trouve souvent cité des déistes et des athées dans cette postérité, parmi lesquels Jean-Jacques Rousseau, Voltaire, le curé Meslier et le baron d'Holbach. La distance entre un Dieu agissant principalement par volontés générales, comme celui de Malebranche, et un Dieu horloger qui agit selon la « providence générale », sans sollicitude particulière pour ce monde, est en effet rapidement franchie par les déistes comme Voltaire. Un texte intitulé Difficultés sur la religion proposées au Père Malebranche, rédigé de façon anonyme par Robert Challe en 1710, mais publié seulement en 1767, est particulièrement apprécié de ce dernier, et le confirme dans sa conviction déiste. La notion rousseauiste de « volonté générale », par ailleurs, semble directement tirée de l'œuvre de Malebranche, dans laquelle elle garde cependant un sens strictement théologique, tandis qu'elle relève essentiellement de la philosophie politique chez Rousseau.
En Grande-Bretagne, Malebranche inspire largement les analyses épistémologiques de David Hume dans son Enquête sur l'entendement humain. Pour le philosophe écossais comme pour l'oratorien, le contenu des lois qui régissent notre monde ne peut pas se déduire ou se poser a priori, comme avec une déduction logique ou une proposition mathématique ; il se découvre seulement par la constatation a posteriori (après expérience) de certaines corrélations. L'observation expérimentale de ces corrélations permet ensuite de préciser le contenu de ces lois. Cette épistémologie critique, qui conduit à remettre en cause la notion même de causalité, aura des répercussions notables sur la philosophie critique d'Emmanuel Kant vers la fin du XVIIIe siècle, ainsi que sur le développement de l'empirisme britannique à partir de cette période.

### XXIesiècle: aux sources du «paradigme technocratique»
Le théologien catholique Fabien Revol cite Nicolas Malebranche comme un des premiers zélateurs de la pensée cartésienne, et comme faisant partie des sources du « paradigme technocratique » dénoncé par le pape François dans l'encyclique Laudato si'.